# Taylor Swift
Taylor Alison Swift (sinh ngày 13 tháng 12 năm 1989) là một nữ ca sĩ kiêm nhạc sĩ sáng tác bài hát người Mỹ. Cô là người sở hữu phong cách sáng tác nhạc mang đậm chất tự sự, khả năng biến hóa không ngừng trong nghệ thuật và tầm ảnh hưởng văn hóa sâu rộng. Swift được đánh giá là một nhân vật tiêu biểu trong nền âm nhạc đại chúng và là tâm điểm thu hút mọi sự chú ý của công chúng.
Swift bắt đầu theo đuổi con đường sáng tác âm nhạc chuyên nghiệp ngay từ khi mới 14 tuổi. Cô ký hợp đồng với hãng thu âm Big Machine Records vào 2005, trở thành một nghệ sĩ nhạc đồng quê và cô thường được mệnh danh là "công chúa nhạc đồng quê" kể từ đó. Tại Big Machine Records, Swift phát hành sáu album phòng thu và hết bốn album phòng thu đầu từng được gửi đến đài phát thanh nhạc đồng quê, khởi đầu là album đầu tay Taylor Swift (2006). Tiếp đến, cô cho ra mắt Fearless (2008) nhằm khám phá chất liệu pop pha trộn với đồng quê, cùng với hai đĩa đơn "Love Story" và "You Belong with Me" giúp tên tuổi của cô đến gần với công chúng. Sau đó, Swift tiếp tục phát hành album phòng thu thứ ba, Speak Now (2010) mang đậm ảnh hưởng phong cách rock cùng với album phòng thu thứ tư Red (2012) pha trộn thêm các yếu tố nhạc điện tử, giúp cô gặt hái được ca khúc đạt vị trí quán quân đầu tiên trên bảng xếp hạng Billboard Hot 100 là "We Are Never Ever Getting Back Together". Năm 2014, Swift từ bỏ hình tượng "công chúa nhạc đồng quê" và cho ra mắt khán giả album thứ năm 1989 (2014) lấy cảm hứng từ âm hưởng synth-pop của thập niên 1980 cùng với các bài hát leo lên ngôi đầu bảng như "Shake It Off", "Blank Space" và "Bad Blood". Sự soi mói của giới truyền thông truyền cảm hứng cho cô trình làng album phòng thu thứ sáu Reputation (2017) mang ảnh hưởng của dòng nhạc hip hop cùng với đĩa đơn số một "Look What You Made Me Do".
Năm 2018, Swift chuyển sang ký hợp đồng với Republic Records. Cô phát hành album Lover (2019) kết hợp nhiều thể loại nhạc pop với nhau cùng bộ phim tài liệu tiểu sử Miss Americana (2020), và liên tiếp cho ra mắt các album thuộc thể loại indie folk và alternative rock lần lượt là Folklore và Evermore. Tiếp nối thành công, Swift chinh phục phong cách nhạc electropop có phần trầm lắng, u ám thông qua album Midnights (2022) và trở lại dòng nhạc synth-pop với album kép The Tortured Poets Department (2024). Từ năm 2021, cô tái thu âm và phát hành lại các album cũ dưới tên gọi Taylor's Version sau khi trải qua một cuộc tranh chấp dài hạn về quyền sở hữu tác phẩm với Big Machine. Các album vừa kể mang về cho Swift những bài hát đạt vị trí quán quân như "Cruel Summer", "Cardigan", "Willow", "Anti-Hero", "Fortnight", "All Too Well" và "Is It Over Now?". Swift làm đạo diễn cho các video âm nhạc và phim ảnh, chẳng hạn như Folklore: The Long Pond Studio Sessions (2020) và All Too Well: The Short Film (2021), và chuyến lưu diễn The Eras Tour (2023–2024) của cô trở thành chuyến lưu diễn đạt doanh thu cao nhất mọi thời đại. Bên cạnh sự nghiệp âm nhạc, Swift còn tham gia diễn xuất trong một số bộ phim điện ảnh.
Swift trở thành một trong số những người nghệ sĩ bán đĩa nhạc chạy nhất với 200 triệu bản thuần được tiêu thụ. Cô lập 117 kỷ lục trong Sách Kỷ lục Guinness và 4 lần nhận giải thưởng Nghệ sĩ thu âm toàn cầu của năm từ phía Liên đoàn Công nghiệp ghi âm Quốc tế. Swift là nữ ca sĩ có doanh thu chuyến lưu diễn cao nhất, nữ ca sĩ được phát trực tuyến nhiều nhất trên Spotify và Apple Music, và là tỷ phú đầu tiên có nguồn thu nhập chính đến từ biểu diễn âm nhạc. Cô được xướng tên vào danh sách Nhân vật của năm của tạp chí Time vào năm 2023, 100 nhạc sĩ sáng tác bài hát vĩ đại nhất mọi thời đại của Rolling Stone, nghệ sĩ âm nhạc xuất sắc nhất mọi thời đại của Billboard và 100 phụ nữ quyền lực nhất trên thế giới theo Forbes. Các giải thưởng trong sự nghiệp của Swift có thể kể đến gồm có 14 giải Grammy (trong đó cô thắng 4 giải Album của năm), 1 giải Primetime Emmy, 40 giải thưởng Âm nhạc Mỹ (gồm nghệ sĩ của thập niên 2010), 49 giải thưởng Âm nhạc Billboard và 23 giải Video âm nhạc của MTV.

## Cuộc đời và sự nghiệp

### Thời niên thiếu

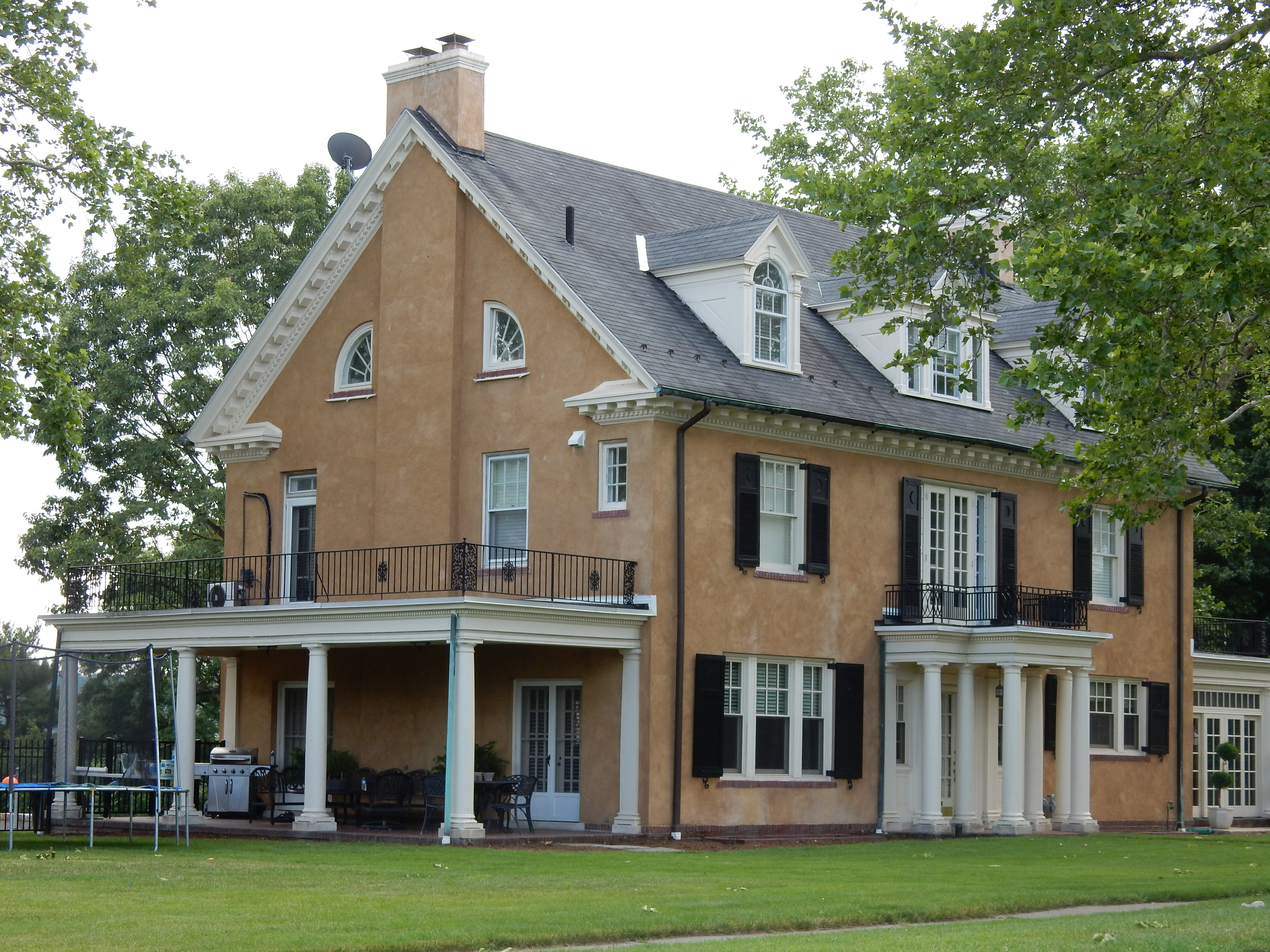
Ngôi nhà thời thơ ấu của Swift ở Wyomissing, Pennsylvania

Taylor Alison Swift sinh ngày 13 tháng 12 năm 1989, tại West Reading, Pennsylvania. Tên của cô được đặt theo ca-nhạc sĩ James Taylor. Cha cô là Scott Kingsley Swift, trước kia làm nghề người môi giới chứng khoán cho bộ phận ngân hàng quản lý đầu tư Merrill Lynch. Mẹ cô là Andrea Gardner Swift (nhũ danh Finlay), từng là giám đốc tài chính cho quỹ hỗ trợ và nghỉ việc vào năm Swift 4 tuổi để làm nội trợ. Swift có một người em trai là diễn viên Austin Swift. Cô là người gốc Scotland, Đức và Ý. Tổ tiên bên nội của Swift, Charles C. A. Baldi, là một nhà lãnh đạo cộng đồng người Ý kiêm doanh nhân khai trương một số doanh nghiệp tại Philadelphia sau khi di cư sang Mỹ vào thế kỷ 19. Bà ngoại Marjorie Finlay của cô là một ca sĩ hát opera ở nước ngoài.
Khi còn bé, Swift có một khoảng thời gian sinh sống tại một đồn điền trồng cây thông Giáng sinh mà cha cô mua lại từ một vị khách hàng. Cô là một tín đồ Cơ đốc. Ban đầu, Swift học mầm non tại trường Alvernia Montessori do những nữ tu sĩ dòng Phan Sinh quản lý, nhưng rồi sau đó cô chuyển sang học trường Wyndcroft, vốn là trường điểm ở Pottstown. Cả gia đình cô sau đó chuyển đến một căn nhà cho thuê tại khu ngoại ô Wyomissing, Pennsylvania, tại đây Swift theo học trường trung học cơ sở/phổ thông vùng Wyomissing lúc lên tuổi thiếu niên. Cô dành cả mùa hè tại Stone Harbor, New Jersey đến năm 14 tuổi, và biểu diễn ca nhạc cho một quán cafe địa phương.
Năm lên 9 tuổi, Swift bắt đầu có niềm đam mê với sân khấu ca nhạc và tham gia biểu diễn trong bốn chương trình đào tạo của Học viện sân khấu Berks Youth. Cô cũng thường xuyên đến thành phố New York để tham gia lớp luyện giọng và diễn xuất. Sau đó, Swift chuyển sang tập trung vào ca hát nhạc đồng quê vì những bài hát của Shania Twain khiến cô "muốn chạy quanh dãy nhà bốn lần và mơ tưởng giữa ban ngày về mọi thứ". Những ngày cuối tuần, cô đi hát hội chợ tại các khu lễ hội, cuộc thi karaoke và sự kiện tại địa phương. Sau khi xem bộ phim tài liệu nói về Faith Hill, Swift cảm thấy muốn đến Nashville, Tennessee để theo đuổi sự nghiệp âm nhạc. Cô đến đó cùng mẹ vào năm 11 tuổi để gửi các bản thu thử hát karaoke lại của các nghệ sĩ Dolly Parton và Dixie Chicks đến các hãng thu âm. Tuy nhiên, cô bị từ chối bởi vì "mọi người ở thị trấn đó đều muốn làm điều mà tôi cũng đang muốn làm. Cho nên, tôi luôn tự hỏi chính mình, tôi cần phải tìm ra một hướng đi khác biệt."
Khi Swift lên 12 tuổi, một người thợ sửa máy tính kiêm nhạc sĩ địa phương Ronnie Cremer dạy cô cách chơi đàn guitar và giúp cô lần đầu tiên sáng tác bài hát đơn giản chỉ gồm ba hợp âm mang tựa đề "Lucky You". Năm 2003, Swift và cha mẹ cô bắt đầu hợp tác cùng nhà quản lý tài năng âm nhạc ở New York tên Dan Dymtrow. Dưới sự giúp đỡ của Dymtrow, Swift làm người mẫu cho hãng Abercrombie & Fitch thuộc một phần chiến dịch của "Rising Stars" và cho ra mắt một ca khúc gốc tự sáng tác nằm trong đĩa CD tổng hợp Maybelline, và tham gia nhiều cuộc họp cùng với các hãng thu âm lớn. Sau khi Swift trình diễn nhiều bài hát tự viết tại sân khấu RCA Records, cô được hãng giao cho một bản hợp đồng phát triển nghệ sĩ ngay từ năm 13 tuổi và bắt đầu thường xuyên ra vào lui tới Nashville cùng mẹ cô hơn. Nhằm giúp Swift thâm nhập sâu hơn vào làng nhạc đồng quê, cha của cô chuyển sang văn phòng Merrill Lynch tại Nashville lúc cô 14 tuổi và gia đình dọn về định cư tại một căn nhà bên hồ ở Hendersonville, Tennessee. Swift theo học trường trung học Hendersonville trong hai năm đầu rồi chuyển sang học viện tư thục theo đạo Kitô giáo Aaron để phù hợp với lịch trình đi lưu diễn cũng như đáp ứng nhu cầu học tại nhà của cô. Cô đạt điểm trung bình 4,0 và hoàn tất cả hai năm học cuối cấp trong vòng 12 tháng.

### 2004–2008: Khởi đầu sự nghiệp và album đầu tay
Tại Nashville, Swift làm việc cùng với các nhạc sĩ sáng tác ca khúc nhiều kinh nghiệm đến từ Music Row chẳng hạn như Troy Verges, Brett Beavers, Brett James, Mac McAnally và the Warren Brothers. Sau cùng, cô bắt tay hợp tác và làm việc lâu dài cùng với Liz Rose. Mỗi buổi chiều thứ Ba sau giờ tan trường, họ đều gặp nhau để tiến hành sáng tác bài hát trong vòng hai tiếng đồng hồ. Rose luôn tôn trọng quan điểm của Swift và giúp cô viết theo sở thích, gọi những buổi làm việc cùng cô là "một trong số những buổi làm việc dễ nhất tôi từng làm. Căn bản, tôi chỉ là người biên tập lại cho con bé. Con bé luôn viết về những chuyện xảy ra trong trường vào ngày hôm đó. Con bé quả thực có tầm nhìn rõ ràng khi định nói gì. Và rồi, con bé nghĩ ra ngay những đoạn hook đáng kinh ngạc nhất." Swift trở thành nghệ sĩ nhỏ tuổi nhất ký hợp đồng với nhà xuất bản Sony/ATV Tree, nhưng sau đó rời khỏi RCA Records vào năm 14 tuổi do hãng đĩa không đủ quan tâm và muốn cô "dựa vào thành quả của người khác". Cô bày tỏ quan ngại rằng chính các bản hợp đồng phát triển lại có thể khiến nghệ sĩ bị bỏ rơi và nhớ lại rằng: "Tôi thật lòng cảm thấy bản thân sắp sửa hết thời gian rồi. Tôi muốn lưu lại dấu ấn ba năm cuộc đời bằng album, và ngần năm đó vẫn phải thể hiện những gì tôi từng trải qua."

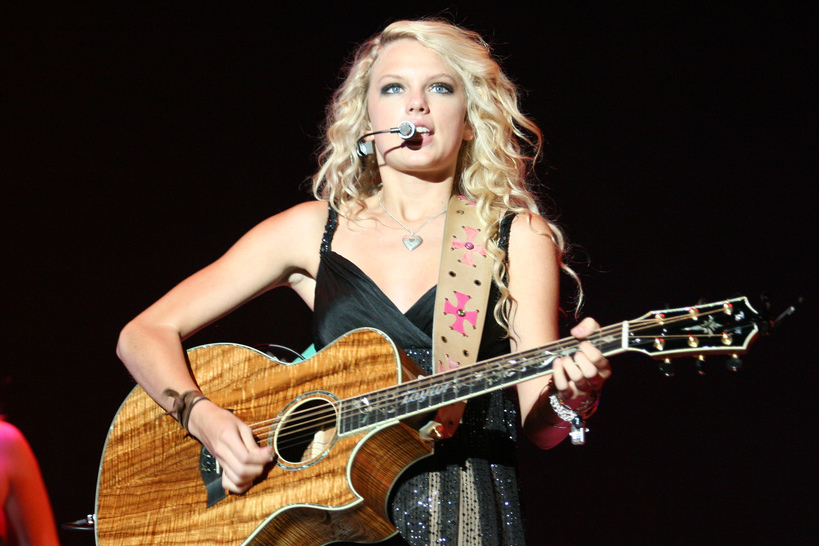
Swift đang hát mở màn cho Brad Paisley vào năm 2007. Để quảng bá cho album đầu tay của mình, cô chọn cách biểu diễn mở màn lưu diễn cho những nhạc sĩ đồng quê khác vào hai năm 2007 và 2008.

Trong buổi giới thiệu ngành công nghiệp âm nhạc ở Bluebird Cafe tại Nashville vào năm 2005, Swift gây ấn tượng với Scott Borchetta. Khi này, ông Borchetta vẫn còn là giám đốc của hãng DreamWorks Records đang chuẩn bị thành lập một hãng thu độc lập mang tên Big Machine Records. Swift lần đầu gặp ông Borchetta vào năm 2004. Cô ký hợp đồng với Big Machine ngay từ lúc hãng còn chưa được thành lập, và cha của cô mua lại 3% cổ phần công ty còn non trẻ này với giá tiền ước tính 120.000 đô la Mỹ. Swift bắt đầu thực hiện album cùng tên tuổi đầu tay không lâu sau khi ký hợp đồng. Cô thuyết phục hãng Big Machine thuê nhà sản xuất các bản thu thử của cô, Nathan Chapman, vì cô cảm thấy hai người có thể làm việc "ăn ý" với nhau. Swift tự sáng tác ba bài hát nằm trong album và đồng sáng tác tám bài còn lại cùng với Rose, Robert Ellis Orrall, Brian Maher và Angelo Petraglia. Taylor Swift được phát hành vào ngày 24 tháng 10 năm 2006. Album đạt hạng cao nhất ở vị trí thứ năm trên bảng xếp hạng Billboard 200 Hoa Kỳ, và dành ra tổng cộng 157 tuần trụ hạng, lâu nhất so với bất cứ album nào được phát hành tại Mỹ trong thập niên 2000. Swift trở thành nữ nghệ sĩ âm nhạc đồng quê đầu tiên tự viết hoặc đồng sáng tác mọi ca khúc ở album đầu tay đạt chứng nhận bạch kim.
Hãng Big Machine Records vẫn còn đang trong giai đoạn hình thành lúc phát hành đĩa đơn chủ đạo đầu tay "Tim McGraw" của Swift vào tháng 6 năm 2006. Swift cùng mẹ cô phụ giúp hãng quảng bá bằng cách đóng phong bì thủ công và gửi các bản đĩa CD đến nhiều đài phát thanh nhạc đồng quê. Mặc dù Big Machine vẫn chưa đủ trang thiết bị nhưng họ vẫn sẵn sàng ngồi xuống sàn để làm tất tần tật. Swift dành trọn năm 2006 để quảng bá album Taylor Swift bằng cách đi biểu diễn trên đài phát thanh và sóng truyền hình. Cô mở màn cho Rascal Flatts ở vài buổi nhất định trong chuyến lưu diễn năm 2006 của họ, thay thế cho Eric Church. Borchetta nói rằng mặc dù các đồng nghiệp trong ngành thu âm ban đầu không tán thành việc ông ký hợp đồng với một ca sĩ kiêm nhạc sĩ sáng tác bài hát mới 15 tuổi, nhưng Swift khơi dậy được một kiểu thị trường chưa từng được biết đến trước đây, đó chính là những cô gái tuổi teen nghe nhạc đồng quê.
Tiếp nối "Tim McGraw", bốn đĩa đơn khác được phát hành trong các năm 2007 và 2008 lần lượt là "Teardrops on My Guitar", "Our Song", "Picture to Burn" và "Should've Said No". Toàn bộ đều lọt bảng Hot Country Songs của Billboard với hai bài hát "Our Song" và "Should've Said No" leo lên vị trí số một. Nhờ "Our Song" mà Swift trở thành nghệ sĩ tự viết nhạc trẻ nhất có bài hát đạt vị trí quán quân ở bảng xếp hạng đó. "Teardrops on My Guitar" đạt vị trí 13 trên bảng Billboard Hot 100 Hoa Kỳ. Swift cũng từng phát hành hai đĩa mở rộng, The Taylor Swift Holiday Collection vào tháng 10 năm 2007 và Beautiful Eyes vào tháng 7 năm 2008. Cô quảng bá rộng rãi album đầu tay bằng cách biểu diễn ở tiết mục mở màn cho các chuyến lưu diễn của các nhạc sĩ đồng quê khác vào năm 2006 và 2007, bao gồm cả những chuyến lưu diễn của George Strait, Brad Paisley, Tim McGraw và Faith Hill.
Swift gặt hái được nhiều giải thưởng cho album đầu tay Taylor Swift. Cô là một trong những người nhận được giải Nhạc sĩ sáng tác bài hát/Nghệ sĩ của năm do Hiệp hội Nhạc sĩ sáng tác bài hát Quốc tế Nashville trao tặng vào năm 2007, trở thành người trẻ tuổi nhất được vinh dự nhận danh hiệu này. Cô cũng giành giải Kinh nghiệm cho Nghệ sĩ mới xuất sắc nhất của Hiệp hội Âm nhạc đồng quê, giải Ca sĩ nữ mới hàng đầu của Viện hàn lâm Giải thưởng Âm nhạc đồng quê, và giải Nữ ca sĩ đồng quê được yêu thích tại giải thưởng Âm nhạc Mỹ. Swift còn được đề cử giải Grammy cho Nghệ sĩ mới xuất sắc nhất tại lễ trao giải Grammy lần thứ 50. Năm 2008, cô tiếp tục biểu diễn mở màn cho Rascal Flatts, và hẹn hò với nam ca sĩ teen Joe Jonas nhưng bị đối phương chủ động chia tay thông qua cuộc gọi kéo dài chỉ 27 giây.

### 2008–2010:Fearless

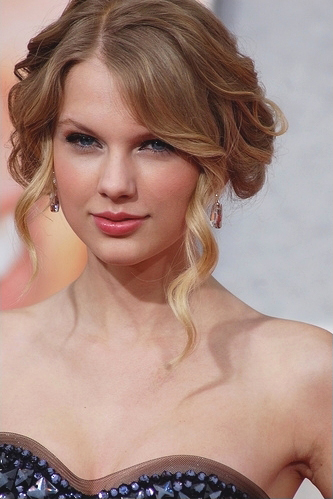
Swift tại buổi công chiếu phim năm 2009 Hannah Montana: The Movie. Cô cũng góp mặt trong bộ phim với vai trò quần chúng và viết hai ca khúc nhạc phim.

Album phòng thu thứ hai Fearless  của Swift được phát hành vào ngày 11 tháng 11 năm 2008 ở Bắc Mỹ, và vào tháng 3 năm 2009 tại những thị trường khác. Năm đĩa đơn của Fearless được phát hành trong hai năm 2008 và 2009 bao gồm: "Love Story", "White Horse", "You Belong with Me", "Fifteen" và "Fearless". "Love Story" là đĩa đơn thứ nhất vươn lên đến ở hạng 4 trên Billboard Hot 100, hạng 1 ở Úc, và là ca khúc nhạc đồng quê đầu tiên leo lên vị trí đầu bảng Pop Songs của Billboard. "You Belong with Me" là đĩa đơn có thứ hạng cao nhất của album trên Billboard Hot 100, chạm đến vị trí thứ hai, và là bài hát đồng quê đầu tiên giành ngôi vương ở bảng xếp hạng Radio Songs toàn thể loại của Billboard. Toàn bộ năm đĩa đơn của "Fearless" đều lọt vào top 10 Hot Country Songs, trong đó "Love Story" và "You Belong with Me" đạt vị trí số một. Fearless trở thành album quán quân đầu tiên của Swift trên bảng xếp hạng Billboard 200 và là album bán chạy nhất năm 2009 tại Hoa Kỳ. Để quảng bá cho album, Swift thực hiện chuyến lưu diễn đầu tiên mang tên Fearless Tour thu về 63 triệu đô la Mỹ, và cho ra mắt bộ phim tài liệu lưu diễn Journey to Fearless. Ngoài ra, Swift cũng trình diễn hỗ trợ ở chuyến lưu diễn Escape Together World Tour năm 2009 của Keith Urban.
Tại lễ Video âm nhạc của MTV năm 2009, MV của "You Belong with Me" được trao giải Video xuất sắc nhất của nữ ca sĩ. Trong lúc Swift đang phát biểu, cô bị rapper Kanye West giật mic ngắt ngang. Vụ việc biến thành chủ đề tranh cãi, làm dậy sóng truyền thông và trở thành trò đùa trên mạng Internet. Cùng năm, Swift giành được 5 giải thưởng Âm nhạc Mỹ, gồm có Nghệ sĩ của năm và Album nhạc đồng quê được yêu thích nhất. Billboard xướng danh cô là nghệ sĩ của năm 2009. Cô giành được giải Video của năm và Video của năm đối với nữ nghệ sĩ cho bài hát "Love Story" tại giải thưởng Âm nhạc CMT năm 2009. Tại giải Grammy lần thứ 52, Fearless đoạt giải Album của năm và Album đồng quê xuất sắc nhất, và "White Horse" thắng giải Bài hát đồng quê xuất sắc nhất và Trình diễn giọng nữ nhạc đồng quê xuất sắc nhất. Swift là nghệ sĩ trẻ tuổi nhất giành được giải Album của năm. Tại giải thưởng Hiệp hội Âm nhạc đồng quê năm 2009, Swift đoạt giải Album của năm cho Fearless và được vinh danh là Nghệ sĩ giải trí của năm cũng như người trẻ nhất giành được vinh dự này.
Swift góp giọng trong đĩa đơn "Half of My Heart" của John Mayer (kiêm bạn trai mà cô hẹn hò vào cuối năm 2009 đến đầu năm 2010) và đồng sáng tác lẫn góp mặt trong "Two Is Better Than One" của Boys Like Girls. Cô ghi âm "Best Days of Your Life" và cùng sáng tác bài hát này với Kellie Pickler. Swift viết hai ca khúc "You'll Always Find Your Way Back Home" và "Crazier" cho nhạc phim Hannah Montana: The Movie. Cô tham gia sáng tác hai bài cho nhạc phim Ẩn số tình yêu, trong đó đĩa đơn "Today Was a Fairytale" ra mắt ở vị trí quán quân trên bảng xếp hạng Canadian Hot 100 và hạng 2 ở bảng Hot 100 Hoa Kỳ. Trong quá trình ghi hình bộ phim Ẩn số tình yêu vào tháng 10 năm 2009, Swift hẹn hò với bạn diễn Taylor Lautner nhưng họ chia tay vào tháng 12 cùng năm. Năm 2009, cô xuất hiện lần đầu trên truyền hình và thủ vai một thiếu niên nổi loạn trong một tập phim CSI: Crime Scene Investigation. Swift dẫn chương trình và biểu diễn với tư cách khách mời âm nhạc trên Saturday Night Live, cũng như là người dẫn chương trình đầu tiên viết đoạn độc thoại mở đầu của riêng mình.

### 2010–2014:Speak NowvàRed

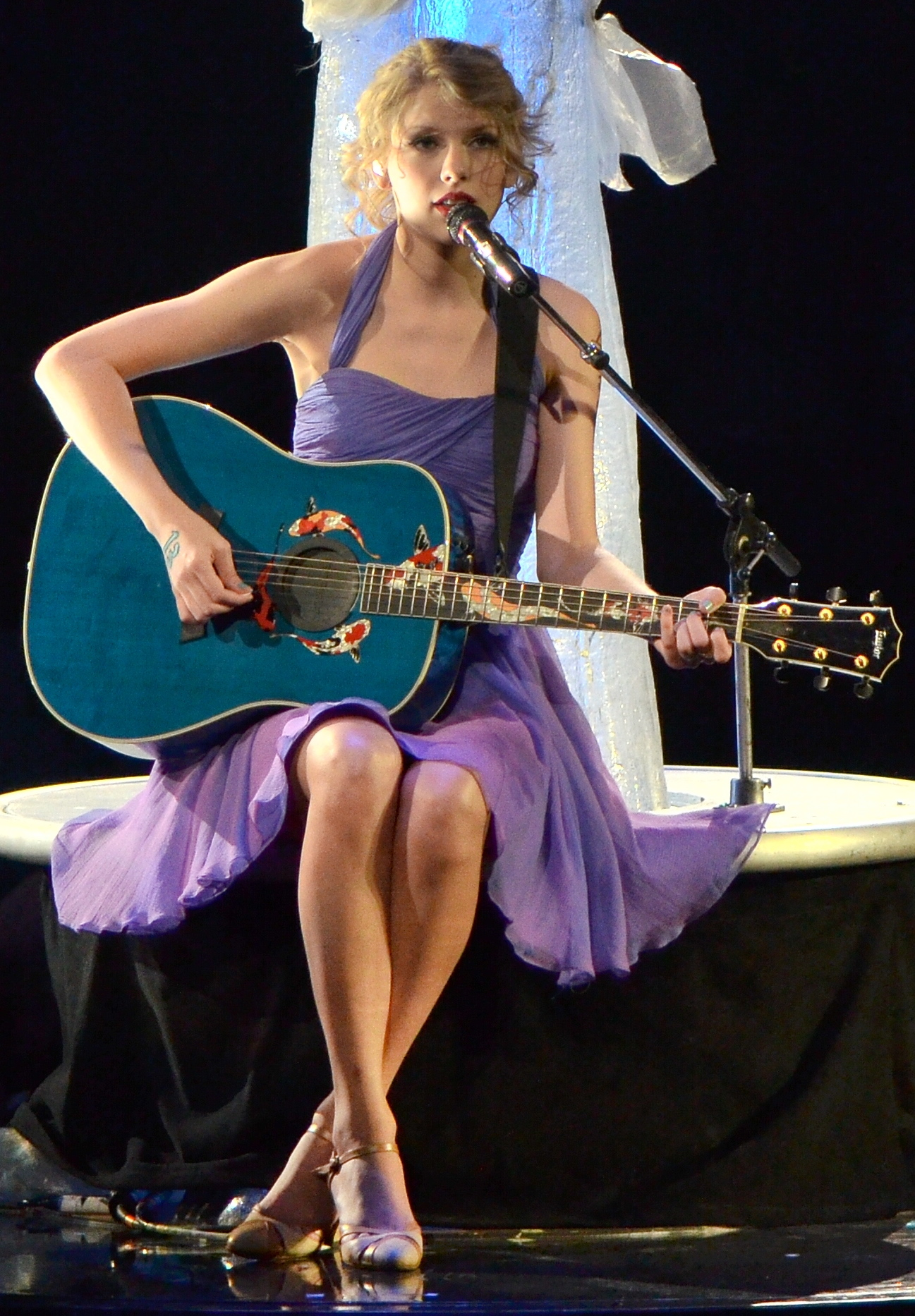
Swift đang hát cùng cây đàn guitar tại Speak Now World Tour (2011)

Vào tháng 8 năm 2010, Swift cho ra mắt đĩa đơn chủ đạo "Mine" nằm trong album phòng thu thứ ba Speak Now. "Mine" ra mắt trên bảng Hot 100 tại vị trí thứ ba và cũng là vị trí cao nhất của bài hát này. Swift tự mình sáng tác và đồng sản xuất toàn bộ bài hát trong Speak Now, được phát hành vào ngày 25 tháng 10 năm 2010. Speak Now ra mắt ở vị trí số một Billboard 200 nhờ vào trên một triệu bản được tẩu tán ngay tuần lễ đầu tiên, đồng thời phá kỷ lục Guinness thế giới trở thành album nhạc số bán chạy nhất ở nghệ sĩ nữ, lên đến 278.000 lượt tải về trong một tuần. Swift cho phát hành các đĩa đơn "Back to December", "Mean", "The Story of Us", "Sparks Fly" và "Ours". Trong đó, "Sparks Fly" và "Ours" đạt vị trí số một trên bảng xếp hạng Hot Country Songs, còn "Back to December" và "Mean" thì vươn lên được top 10 ở Canada. Swift từng hẹn hò và chia tay với Jake Gyllenhaal vào năm 2010.
Tại giải Grammy lần thứ 54 năm 2012, Mean mang về cho Swift hai giải Bài hát đồng quê xuất sắc nhất và Trình diễn đơn ca đồng quê xuất sắc nhất, và cũng là ca khúc Swift biểu diễn tại nhân dịp đó. Bên cạnh đấy, Swift gặt được hai thành tích khác cho Speak Now gồm có Nhạc sĩ sáng tác bài hát/Nghệ sĩ của năm do Hiệp hội Nhạc sĩ sáng tác bài hát Nashville trao tặng (2010 và 2011), Phụ nữ của năm từ phía Billboard (2011), và Nghệ sĩ giải trí của năm tại Viện hàn lâm Âm nhạc đồng quê (2011 và 2012) và Hiệp hội Âm nhạc đồng quê năm 2011. Tại giải thưởng Âm nhạc Mỹ năm 2011, Swift đoạt giải Nghệ sĩ của năm và Album nhạc đồng quê được yêu thích nhất. Rolling Stone xướng tên Speak Now trong danh sách "50 album nữ nghệ sĩ xuất sắc nhất mọi thời đại" (2012) và viết rằng: "Tuy cô ấy chỉ có thể được phát trên đài đồng quê, nhưng cô ấy vẫn là một trong số ít những ngôi sao nhạc rock đích thực mà chúng ta có ngày nay, nhờ vào đôi tai hoàn hảo để tạo nên một bài hát ấn tượng."
Swift đi lưu diễn trong Speak Now World Tour từ tháng 2 năm 2011 đến tháng 3 năm 2012 và thu về 123 triệu đô la Mỹ, và cô cho phát hành album trực tiếp, Speak Now World Tour: Live. Cô tham gia sáng tác hai bài hát gốc cho album nhạc phim The Hunger Games: "Safe & Sound", đồng sáng tác và thu âm cùng The Civil Wars và T-Bone Burnett, với "Eyes Open". "Safe & Sound" giúp Swift đoạt giải Grammy cho Ca khúc nhạc phim hay nhất và nhận một đề cử giải Quả cầu vàng cho ca khúc trong phim hay nhất. Swift góp giọng trong đĩa đơn "Both of Us" của B.o.B, phát hành vào tháng 5 năm 2012. Cô hẹn hò với Conor Kennedy và chia tay cùng năm.

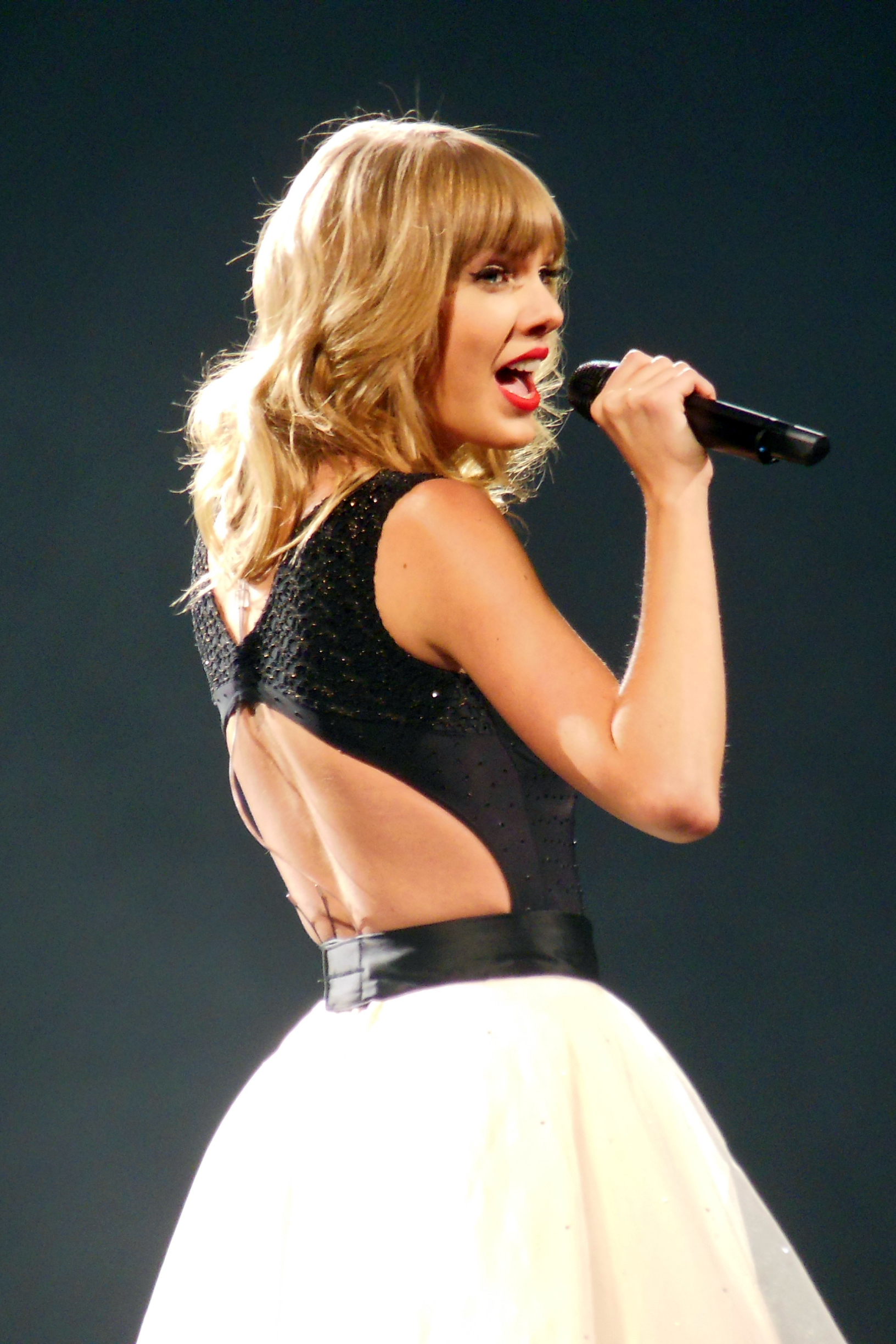
Swift biểu diễn ở The Red Tour (2013)

Tháng 8 năm 2012, Swift tung đĩa đơn chủ đạo "We Are Never Ever Getting Back Together" đến từ album phòng thu thứ tư Red của cô. Bài hát này trở thành ca khúc quán quân đầu tiên của Swift tại Hoa Kỳ và New Zealand, và là đĩa đơn bán chạy nhất trong lịch sử nhạc số. Tiếp đến, Swift cho phát hành các đĩa đơn khác trong album lần lượt theo trình tự thời gian là "Begin Again", "I Knew You Were Trouble", "22", "Everything Has Changed", "The Last Time" và "Red". "I Knew You Were Trouble" lọt vào top 5 trên các bảng xếp hạng tiêu biểu như Úc, Anh Quốc và Hoa Kỳ. "Begin Again", "22" và "Red" leo lên được top 20 ở Hoa Kỳ. Album Red được trình làng vào ngày 22 tháng 10 năm 2012, trong đó Swift hợp tác cùng Chapman, Rose và các nhà sản xuất nhạc mới Max Martin và Shellback và cô sáp nhập nhiều phong cách thể loại pop rock như heartland rock, dubstep, dance-pop và thậm chí brit-rock lại với nhau. Red ra mắt ở vị trí đầu bảng Billboard 200 nhờ vào 1,21 triệu bản tiêu thụ, đưa Swift trở thành nữ ca sĩ đầu tiên có hai triệu bản bán ra trong tuần đầu tiên. Album này còn là album quán quân đầu tiên của Swift ở Anh.
Nhằm quảng bá cho Red, Swift thực hiện chuyến lưu diễn The Red Tour kéo dài tháng 3 năm 2013 cho đến tháng 6 năm 2014 và thu về hơn 150 triệu đô la Mỹ, trở thành chuyến lưu diễn đồng quê có doanh thu cao nhất từ trước đến nay. Kỷ nguyên Red đem về cho Swift nhiều giải thưởng, và bốn đề cử tại giải Grammy lần thứ 56 (2014). Swift nhận được Giải thưởng Âm nhạc Mỹ ở hạng mục Nữ nghệ sĩ nhạc đồng quê xuất sắc nhất vào năm 2012 và Nghệ sĩ của năm vào năm 2013. Cô được trao tặng Giải thưởng Nhạc sĩ sáng tác bài hát/Nghệ sĩ của Hiệp hội Nhạc sĩ sáng tác bài hát Nashville lần thứ 5 và thứ 6 liên tiếp. Swift còn được vinh danh Giải thưởng Pinnacle, giúp cô trở thành người thứ hai nhận được giải thưởng này sau Garth Brooks. Trong thời gian này, cô hẹn hò được một thời gian ngắn ngủi với ca sĩ người Anh Harry Styles.
Năm 2013, Swift thu âm bài hát mà cô đồng sáng tác với Jack Antonoff cho nhạc phim One Chance mang tựa đề "Sweeter than Fiction". Bài hát này nhận được đề cử ca khúc trong phim hay nhất tại lễ trao giải Quả cầu vàng lần thứ 71. Cô góp giọng trong bài hát "Highway Don't Care" của Tim McGraw cùng với Keith Urban. Swift biểu diễn "As Tears Go By" cùng với The Rolling Stones tại Chicago, Illinois, nằm trong chuyến lưu diễn 50 & Counting của ban nhạc. Cô còn tham gia cùng Florida Georgia Line tại Hội thảo Đài phát thanh đồng quê năm 2013 để trình diễn ca khúc "Cruise". Bên cạnh âm nhạc, Swift lồng tiếng cho nhân vật Audrey trong bộ phim hoạt hình Thần Lorax (2012), đóng vai quần chúng trong loạt phim hài kịch tình huống New Girl (2013) và vai phụ trong bộ phim phản địa đàng Người truyền ký ức (2014).

### 2014–2018:1989vàReputation

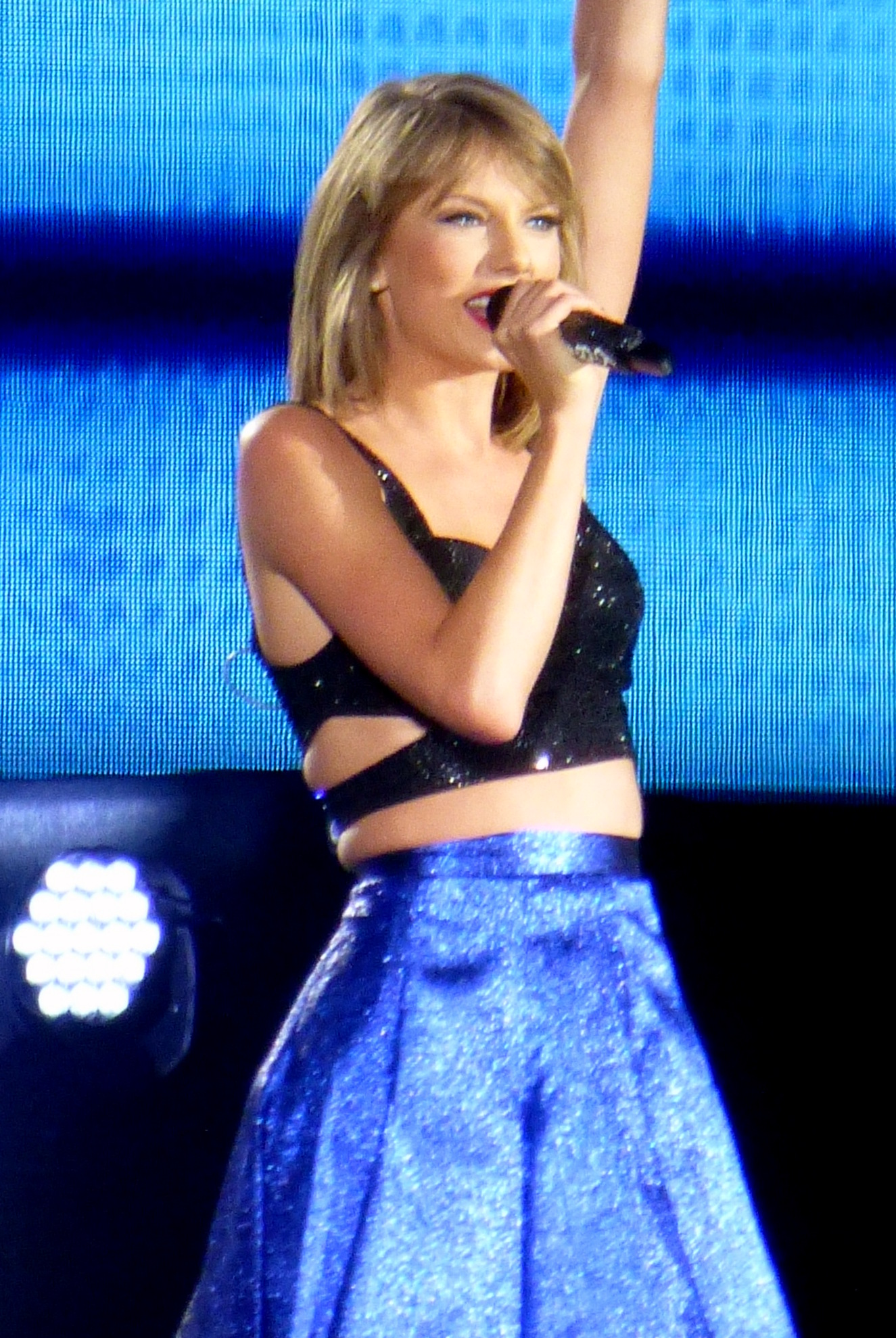
Swift trình diễn "New Romantics" tại The 1989 World Tour, và đây là chuyến lưu diễn có doanh thu cao nhất năm 2015

Vào tháng 3 năm 2014, Swift chuyển đến sinh sống và làm việc tại thành phố New York. Cô ký hợp đồng thuê chuyên gia PR Tree Paine làm người quảng bá âm nhạc cho cô và bắt tay vào sản xuất album phòng thu thứ năm 1989 cùng với các nhà sản xuất Jack Antonoff, Max Martin, Shellback, Imogen Heap, Ryan Tedder và Ali Payami. Cô thẳng thắn tuyên bố 1989 chính là "album mang tư liệu pop chính thức đầu tiên" và đánh dấu cho cuộc lột xác hoàn toàn so với những gì cô từng làm trước đây. 1989 được phát hành vào ngày 27 tháng 10 năm 2014 và ra mắt ở vị trí số một trên Billboard 200 nhờ vào doanh số 1,28 triệu bản được bán ra. Các đĩa đơn của album "Shake It Off", "Blank Space" và "Bad Blood" vươn lên vị trí số một ở Úc, Canada và Hoa Kỳ. Trong đó, hai đĩa đơn đầu giúp Swift trở thành phụ nữ đầu tiên tự thay thế chính mình ở vị trí quán quân Billboard Hot 100. Ngoài ra, Swift cho phát hành các đĩa đơn khác trong 1989 gồm có "Style", "Wildest Dreams", "Out of the Woods" và "New Romantics". Từ tháng 5 đến tháng 12 năm 2015, cô thực hiện chuyến lưu diễn The 1989 World Tour và thu về 250 triệu đô la Mỹ, trở thành chuyến lưu diễn có doanh thu cao nhất của năm 2015. Sau khi kết thúc lưu diễn, Swift cho phát hành phim hòa nhạc The 1989 World Tour Live trên nền tảng Apple Music vào ngày 20 tháng 12 năm 2015.
Trước lúc 1989 lên kệ, Swift nhấn mạnh tầm quan trọng của album đối với người nghệ sĩ lẫn người hâm mộ. Vào tháng 11 năm 2014, cô quyết định rút toàn bộ danh sách đĩa hát của mình ra khỏi Spotify và cho rằng dịch vụ trả công không xứng đáng cho các tác giả tạo nên âm nhạc. Trong một lá thư viết vào tháng 6 năm 2015, Swift chỉ trích Apple Music vì không trả tiền phát nhạc cho nghệ sĩ nếu như người dùng đang trong thời gian dùng thử dịch vụ ba tháng và bảo rằng cô sẽ rút 1989 ra khỏi dịch vụ nhạc. Sang ngày hôm sau, Apple Inc. lập tức đổi chính sách và hứa sẽ trả tiền cho nghệ sĩ ngay cả khi đang trong thời gian dùng thử, và Swift đồng ý đưa 1989 lên dịch vụ phát trực tuyến. Tháng 6 năm 2017, cô quyết định đưa toàn bộ đĩa hát của mình bao gồm cả 1989 quay trở lại nhiều dịch vụ phát nhạc số, bao gồm cả Spotify. Swift được Billboard xướng tên là Phụ nữ của năm 2014 và trở thành nghệ sĩ đầu tiên được giải thưởng này hai lần. Tại lễ trao giải thưởng Âm nhạc Mỹ năm 2014, Swift được vinh danh giải thành tựu xuất sắc Dick Clark. Nhân ngày sinh nhật 25 tuổi của cô vào năm 2014, bảo tàng Grammy tại L.A. Live mở một cuộc triển lãm để vinh danh cô ở Los Angeles kéo dài đến ngày 4 tháng 10 năm 2015 và phá kỷ lục số người tham dự bảo tàng. Năm 2015, Swift thắng giải Brit dành cho nữ nghệ sĩ solo quốc tế. Video âm nhạc "Bad Blood" thắng giải Video của năm và Hợp tác xuất sắc nhất tại Giải thưởng Video âm nhạc MTV năm 2015. Tại giải Grammy lần thứ 58 (2016), 1989 giành được giải Album của năm và Album giọng pop xuất sắc nhất, đưa Swift trở thành người phụ nữ đầu tiên và nghệ sĩ thứ năm (nếu xét tổng thể) hai lần giành được Album của năm.

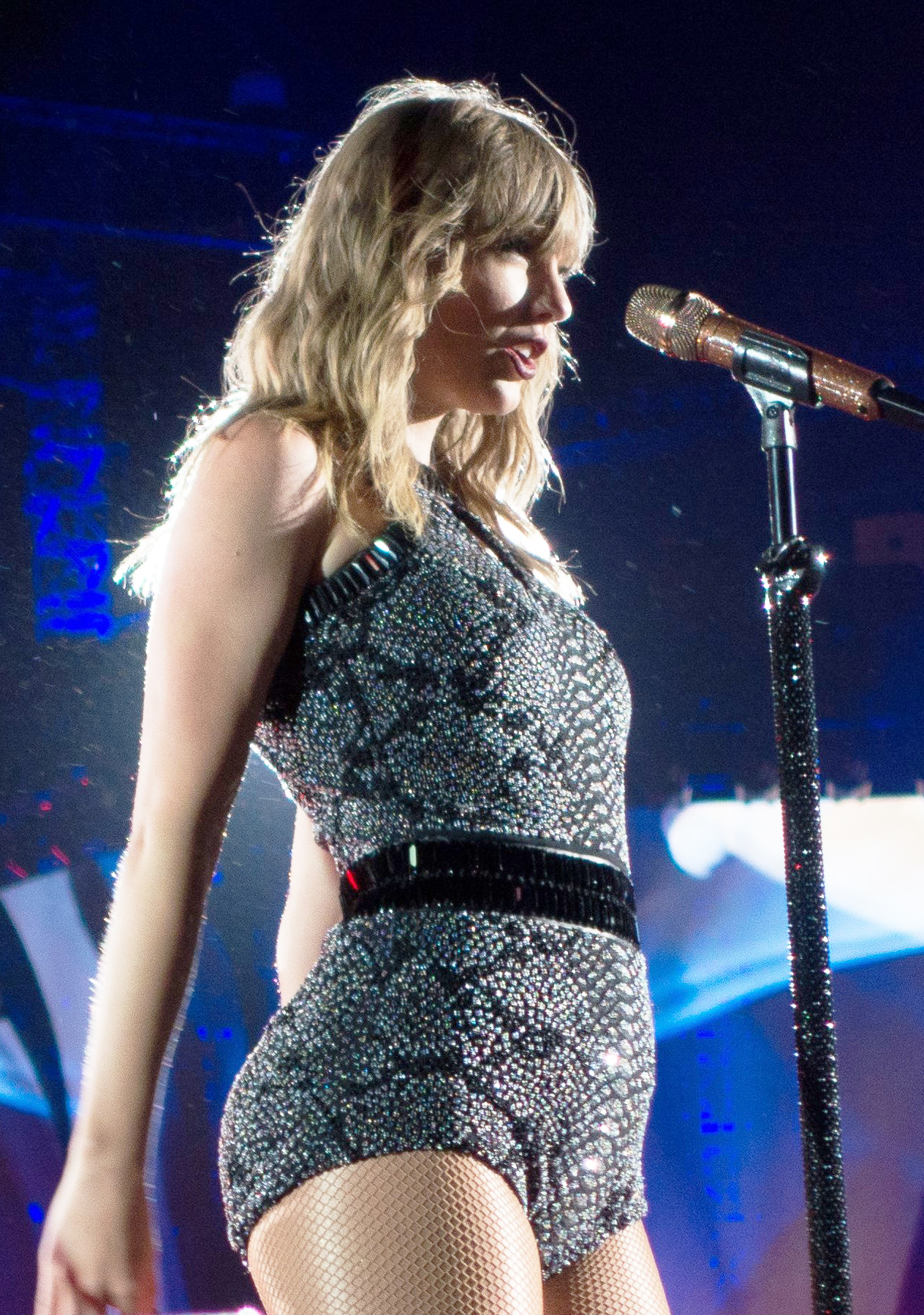
Swift trình diễn ở chuyến lưu diễn Reputation Stadium Tour (2018), đây là chuyến lưu diễn có doanh thu cao nhất ở Bắc Mỹ tại thời điểm đó

Swift hẹn hò với DJ người Scotland Calvin Harris từ tháng 3 năm 2015 cho đến tháng 6 năm 2016. Họ cùng nhau sáng tác ca khúc "This Is What You Came For" cùng với sự góp giọng của ca sĩ người Barbados Rihanna. Swift lúc đầu được ghi công với mật danh Nils Sjöberg. Vào tháng 4 năm 2016, Swift chỉ trích ca từ "Tao khiến con chó cái đó nổi tiếng" (khơi gợi scandal giật mic ở lễ trao giải Video âm nhạc của MTV năm 2009) trong đĩa đơn "Famous" của Kanye West. West lên tiếng bảo rằng anh ta được Swift cho phép và người vợ Kim Kardashian tung những đoạn clip trong đó Swift và West bàn bạc về đĩa đơn qua điện thoại. Đến năm 2020, toàn bộ đoạn ghi âm cuộc gọi bị rò rỉ và chứng minh được rằng West không hề khai báo trước cho Swift biết trong ca từ sẽ có câu rap gọi cô là "con chó cái".
Ít lâu sau khi hẹn hò và chia tay Tom Hiddleston, Swift chuyển sang hẹn hò sáu năm với diễn viên người Anh Joe Alwyn vào tháng 9 năm 2016. Cô sáng tác ca khúc "Better Man" cho ban nhạc đồng quê Little Big Town, giúp cô giành được giải Ca khúc của năm tại lễ trao giải thưởng CMA lần thứ 51. Swift và ca sĩ người Anh Zayn Malik phát hành đĩa đơn chung "I Don't Wanna Live Forever" cho nhạc phim Năm mươi sắc thái đen (2017). Bài hát đạt vị trí thứ hai tại Mỹ. Tháng 8 năm 2017, Swift thắng kiện sự việc cựu nhân viên phát thanh của KYGO-FM là David Mueller đòi cô bồi thường thiệt hại do anh ta bị mất việc làm, yêu cầu người đâm đơn kiện bồi thường ngược cho cô 1 đô la Mỹ. Bốn năm trước đó, Swift tố giác với các ông chủ của Mueller rằng anh ta tấn công tình dục cô bằng cách dùng tay sờ soạng ngay vùng mông của cô tại một sự kiện, khiến anh ta bị đuổi việc.
Sau một năm vắng mặt khỏi ánh hào quang sân khấu, Swift tẩy sạch bài đăng trên tài khoản mạng xã hội và tung đĩa đơn chủ đạo "Look What You Made Me Do" cho album phòng thu thứ sáu của cô, Reputation. Đây chính là bài hát số một đầu tiên của Swift ở Anh Quốc. "Look What You Made Me Do" đứng đầu bảng xếp hạng ở Úc, Ireland, New Zealand và Hoa Kỳ. Reputation được trình làng vào ngày 10 tháng 11 năm 2017, mang nặng chất liệu electropop, hip hop, R&B và EDM. Reputation mở đầu ở vị trí đầu bảng Billboard 200 nhờ vào doanh số 1,21 triệu bản tiêu thụ giúp cho Swift trở thành nghệ sĩ duy nhất có bốn album liên tiếp bán được triệu bản trong tuần tại Hoa Kỳ. Album này còn soán ngôi đầu bảng ở Anh Quốc, Úc và Canada, và bán được 4,5 triệu bản thuần trên toàn cầu tính đến năm 2018. Swift tiếp tục cho phát hành ba đĩa đơn: "...Ready for It?", "End Game" (hợp tác cùng Ed Sheeran và rapper Future) và "Delicate". Reputation nhận được đề cử Album giọng pop xuất sắc nhất tại giải Grammy lần thứ 61 năm 2019. Tại giải thưởng Âm nhạc Mỹ năm 2018, Swift giành được bốn giải thưởng, bao gồm Nghệ sĩ của năm và Nữ nghệ sĩ Pop/Rock được yêu thích nhất. Swift thu thập được tổng cộng 23 chiếc cúp AMA xuyên suốt sự nghiệp, trở thành nữ nhạc sĩ được trao nhiều giải nhất trong chương trình, vượt qua Whitney Houston. Tháng 4 năm 2018, Swift góp giọng trong ca khúc "Babe" của nhóm nhạc đồng quê hai người Sugarland. Swift tổ chức chuyến lưu diễn Reputation Stadium Tour trong năm 2018. Chuyến lưu diễn này phá nhiều kỷ lục, gồm có kỷ lục chuyến lưu diễn hòa nhạc Bắc Mỹ có doanh thu cao nhất trong lịch sử với tổng doanh thu 345,7 triệu đô la Mỹ trên toàn thế giới. Sau đó, Reputation Stadium Tour được ghi hình và phát hành làm phim hòa nhạc trên nền tảng Netflix trong vòng 5 năm.

### 2018–2021:Lover,FolklorevàEvermore
Reputation chính là album cuối cùng của Swift theo bản hợp đồng hơn 12 năm của cô với Big Machine Records. Tháng 11 năm 2018, cô chuyển sang ký hợp đồng mới với nhà phân phối Universal Music Group và quá trình quảng bá sản phẩm ca nhạc của cô là do Republic Records đích thân đảm nhiệm. Swift cho biết, bản hợp đồng trong đó có chứa điều khoản bắt buộc rằng cô sẽ phải là người nắm giữ toàn bộ quyền sở hữu bản thu âm hoàn chỉnh. Bên cạnh đấy, trong trường hợp Universal bán bất kỳ phần cổ phần nào của công ty trong Spotify, thì công ty sẽ phải đồng ý chia sẻ một phần doanh thu không thể thu lại được cho các nghệ sĩ của mình.

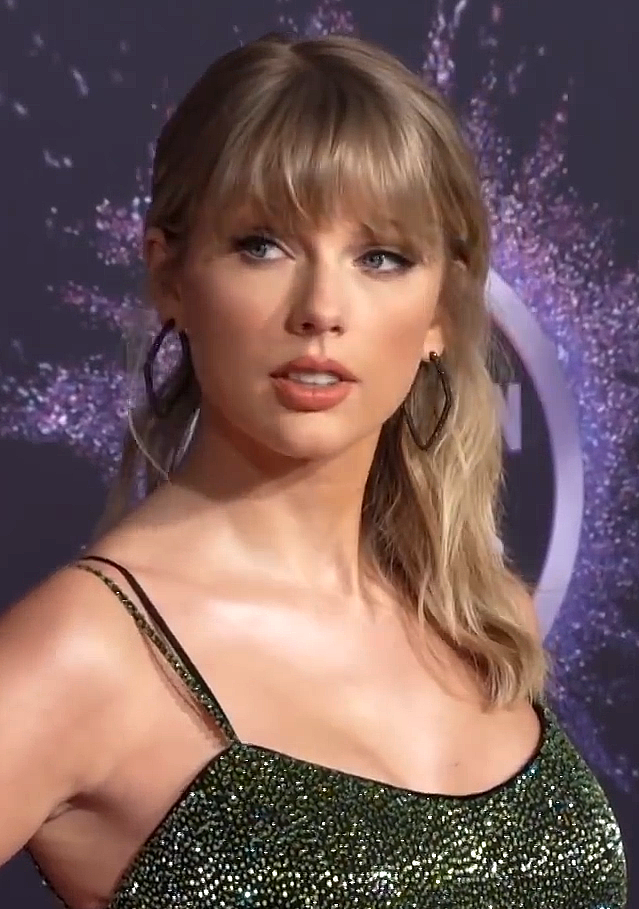
Swift được xướng tên Nghệ sĩ của thập kỷ tại buổi lễ trao giải thưởng Âm nhạc Mỹ năm 2019.

Swift tung ra album phòng thu thứ bảy Lover vào ngày 23 tháng 8 năm 2019. Bên cạnh Jack Antonoff, Swift làm việc với các nhà sản xuất nhạc mới Louis Bell, Frank Dukes và Joel Little. Lover giúp Swift trở thành nghệ sĩ nữ đầu tiên có album thứ sáu liên tiếp bán được hơn 500.000 bản trong một tuần ở Hoa Kỳ. Các cây viết đánh giá khen ngợi tâm hồn vô tư tự do và cảm xúc gần gũi của album. Đĩa đơn chủ đạo "Me!" ra mắt ở vị trí thứ 100 và nhảy lên vị trí thứ 2 trên bảng xếp hạng Billboard Hot 100 vào tuần kế tiếp, phá kỷ lục bước nhảy vọt lớn nhất tại bảng xếp hạng này. Các đĩa đơn khác nằm trong album Lover đều là những ca khúc top 10 với "You Need to Calm Down" và "Lover", top 40 với "The Man" tại Hoa Kỳ của Swift. Đến năm 2023, "Cruel Summer" trở nên viral nhờ hiệu ứng của chuyến lưu diễn The Eras Tour, đem về cho Lover đĩa đơn quán quân đầu tiên trên Hot 100 sau hơn 4 năm kể từ ngày phát hành. Lover của Swift trở thành album bán chạy nhất thế giới của nghệ sĩ solo vào năm 2019, bán được tổng cộng 3,2 triệu bản, cùng với các đĩa đơn giành được đề cử tại giải Grammy lần thứ 62 năm 2020. Tại giải Video âm nhạc của MTV năm 2019, "Me!" giành được giải Hiệu ứng hình ảnh xuất sắc nhất, và "You Need to Calm Down" thắng giải Video của năm và Video mang ý nghĩa nhất. Swift là nữ nghệ sĩ đầu tiên và nghệ sĩ thứ hai giành giải Video của năm cho video do cô đạo diễn. Liên đoàn Công nghiệp thu âm quốc tế (IFPI) vinh danh Swift là nghệ sĩ bán chạy nhất thế giới năm 2019, khiến cô trở thành nghệ sĩ nữ đầu tiên hai lần giành được vinh dự này (trước đó là vào năm 2014).
Trong quá trình quảng bá album phòng thu Lover, Swift vướng phải một cuộc tranh chấp công khai với người quản lý tài năng Scooter Braun và hãng đĩa cũ Big Machine liên quan tới việc mua lại quyền sở hữu bản gốc các tác phẩm trước đó của cô. Swift phát biểu trên blog Tumblr của mình rằng cô luôn cố gắng mua lại các bản gốc này trong suốt nhiều năm liền, song Big Machine chỉ cho phép cô làm như vậy nếu như cô đổi một album mới để lấy một album cũ, và đây là bản hợp đồng mà cô từ chối ký kết. Swift chọn phương án tái thu âm toàn bộ công trình cũ vào tháng 11 năm 2020. Ngoài chuyện âm nhạc, cô còn đóng vai Bombalurina trong phiên bản chuyển thể thành phim từ tác phẩm nhạc kịch Cats (2019) của Andrew Lloyd Webber, trong đó cô đồng sáng tác và thu âm bài hát gốc được đề cử Quả cầu vàng "Beautiful Ghosts". Mặc dù giới phê bình chê bai chỉ trích bộ phim thậm tệ nhưng họ vẫn khen ngợi diễn xuất của Swift. Bộ phim tài liệu tiểu sử Miss Americana nói về những khía cạnh cuộc đời và sự nghiệp của Swift, được công chiếu tại Liên hoan phim Sundance 2020 và phát hành lên nền tảng Netflix vào tháng 1 năm 2020. Trong phim tài liệu có bài hát "Only the Young" mà Swift sáng tác sau cuộc bầu cử năm 2018 của Hoa Kỳ. Swift ký hợp đồng phát hành toàn cầu với Universal Music Publishing Group vào tháng 2 năm 2020 sau khi bản hợp đồng 16 năm của cô với Sony/ATV hết hạn.
Giữa đại dịch COVID-19, Swift bất ngờ phát hành hai album gồm Folklore vào ngày 24 tháng 7 và Evermore vào ngày 11 tháng 12 năm 2020. Đây là hai album sử dụng chất liệu indie folk và alternative rock cùng với khâu sản xuất nhạc khí lẫn ca từ trầm lặng hơn so với các bài hát nhạc pop lạc quan trước đây của cô. Swift sáng tác và thu âm hai album cùng với hai nhà sản xuất Jack Antonoff và Aaron Dessner đến từ ban nhạc The National. Alwyn đồng sáng tác và đồng sản xuất ở một số ca khúc bằng mật danh William Bowery. Các album nhận được sự hoan nghênh rộng rãi của giới phê bình. The Guardian và Vox cho rằng Folklore và Evermore tôn lên tác phong làm việc của Swift và nâng cao uy tín nghệ thuật của cô. Quá trình thực hiện album Folklore được phát hành dưới dạng bộ phim tài liệu hòa nhạc Folklore: The Long Pond Studio Sessions vào ngày 25 tháng 11 năm 2020, do Swift làm đạo diễn.
Swift cho phát hành ba đĩa đơn ở mỗi album lên các đài phát thanh nhạc đại chúng, nhạc đồng quê và triple A tại Hoa Kỳ. Xếp theo thứ tự thời gian phát hành là gồm có "Cardigan", "Betty" và "Exile" đến từ Folklore, và "Willow", "No Body, No Crime" cùng với "Coney Island" đến từ Evermore. Swift trở thành nghệ sĩ đầu tiên cho ra mắt cả album lẫn bài hát ở vị trí quán quân tại Mỹ trong cùng một tuần lễ hai lần liên tiếp, với "Cardigan" bên Folklore và "Willow" bên Evermore. Folklore là album bán chạy nhất năm 2020 tại Hoa Kỳ nhờ vào doanh số 1,2 triệu bản, và gặt hái được danh hiệu Album của năm tại giải Grammy lần thứ 63, đưa Swift trở thành người phụ nữ đầu tiên ba lần giành được giải thưởng này. Tại giải thưởng âm nhạc Mỹ năm 2020, Swift thắng ba giải gồm có Nghệ sĩ của năm lần thứ ba liên tiếp. Theo Billboard, cô là nhạc sĩ được trả thù lao cao nhất ở Hoa Kỳ và là nhạc sĩ solo được trả thù lao cao nhất thế giới trong năm 2020.

### 2021–2023: Các bản tái thu âm vàMidnights

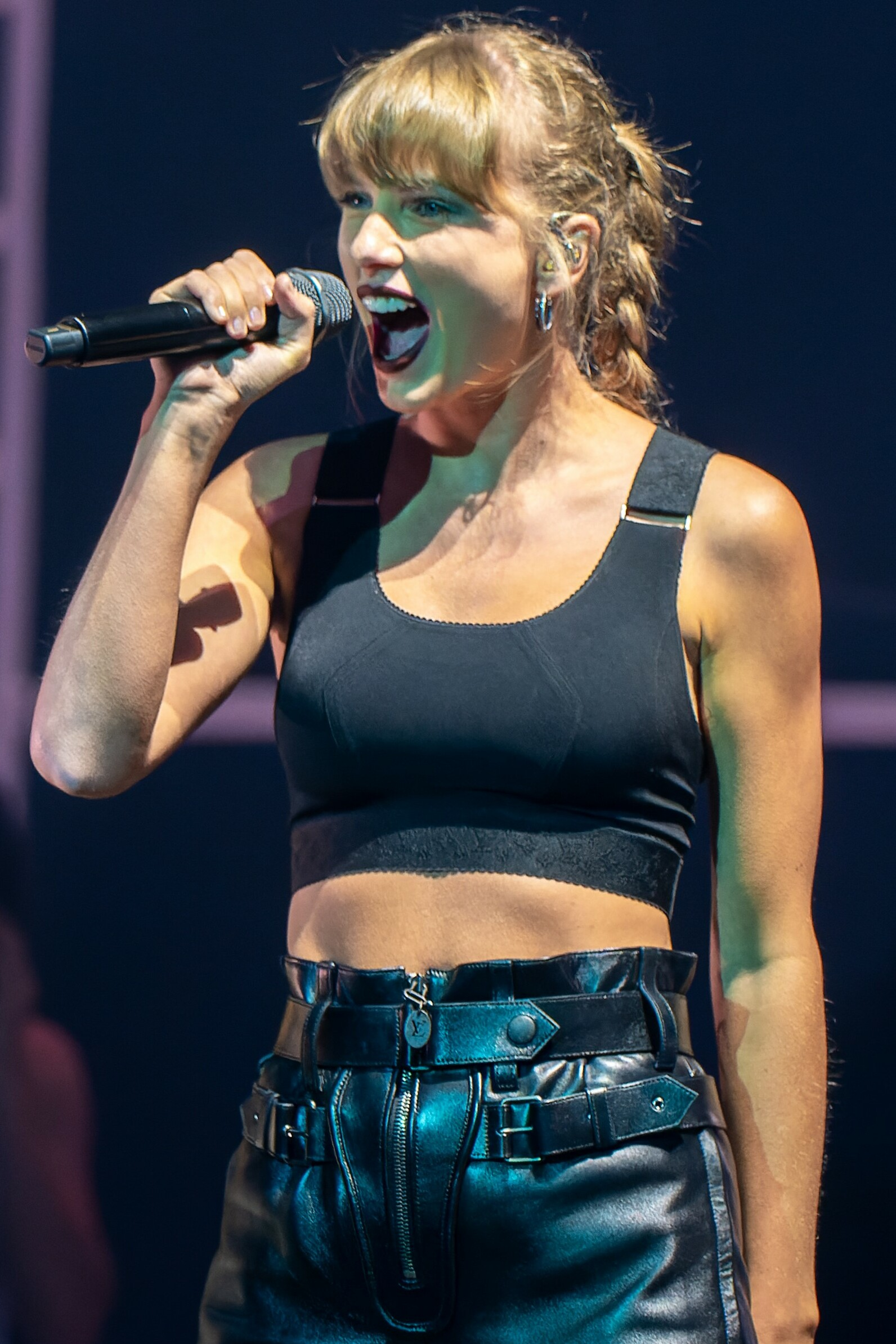
Swift biểu diễn cùng với ban nhạc pop rock Mỹ Haim vào năm 2022

Sau những tranh chấp về bản quyền tác phẩm, Swift quyết định tái thu âm sáu album đầu tiên, mở đầu là cô cho ra mắt hai album Fearless (Taylor's Version) và Red (Taylor's Version) lần lượt vào tháng 4 và tháng 11 năm 2021. Cả hai album tái thu âm vừa kể ra mắt ngay vị trí đầu bảng Billboard 200, và trở thành các album tái thu âm đầu tiên làm được điều đó. Swift quảng bá album Fearless (Taylor's Version) bằng ca khúc "Love Story (Taylor's Version)", đưa cô trở thành nghệ sĩ thứ hai sau Dolly Parton có cả phiên bản gốc và phiên bản thu âm lại của một bài hát đạt vị trí số một trên bảng xếp hạng Hot Country Songs. Tiếp đến với Red (Taylor's Version), cô phát hành "All Too Well (10 Minute Version)" làm đĩa đơn và trở thành bài hát có thời lượng dài nhất leo lên ngôi vị quán quân Hot 100. Bộ phim ngắn của "All Too Well" được phát hành và giành giải Grammy cho Video âm nhạc xuất sắc nhất, đồng thời giúp Swift kéo giãn kỷ lục ba lần đoạt giải Video âm nhạc của MTV cho Video của năm.
Album phòng thu thứ mười Midnights của Swift được phát hành vào ngày 21 tháng 10 năm 2022. Đây là một album mang chất nhạc điện tử nhẹ nhàng cùng với âm thanh synth-pop, và được các cây viết đánh giá bên Rolling Stone tán dương hết mực và dán nhãn "kinh điển tức thì". Midnights trở thành album thứ năm của cô mở màn ở vị trí đầu bảng Billboard 200 nhờ vào doanh số tuần đầu tiêu thụ đạt 1 triệu bản và phá rất nhiều kỷ lục doanh số bán hàng và phát trực tuyến, gồm có cả kỷ lục trên Spotify số lượt stream trong một ngày và trong một tuần nhiều nhất. Đĩa đơn chủ đạo "Anti-Hero" đứng nhất Hot 100 trong tuần đầu tiên, cùng với tất cả bài hát của Midnights độc chiếm toàn bộ top 10 của Hot 100, đưa Swift trở thành nghệ sĩ đầu tiên trong lịch sử bảng xếp hạng làm được điều này. Hai đĩa đơn khác của album là "Lavender Haze" và "Karma", dừng chân ở vị trí thứ 2 tại Hot 100. Swift thắng được 9 giải Video âm nhạc của MTV năm 2023 gồm có Video của năm với "Anti-Hero", tiếp tục kéo giãn khoảng cách kỷ lục lên đến lần thứ 4. Midnights gặt hái 2 giải thưởng Album giọng pop xuất sắc nhất và Album của năm tại lễ trao giải Grammy lần thứ 66, giúp Swift trở thành nghệ sĩ đầu tiên thắng giải Album của năm 4 lần.
Speak Now (Taylor's Version) được phát hành vào ngày 7 tháng 7 năm 2023, đưa Swift trở thành nữ nghệ sĩ có nhiều album quán quân nhất (12) trong lịch sử Billboard 200, vượt qua Barbra Streisand. 1989 (Taylor's Version) lên kệ vào ngày 27 tháng 10 năm 2023, cơi nới kỷ lục trở thành album thứ sáu của Swift bán được triệu bản trong tuần đầu tại Hoa Kỳ và là album bán chạy nhất năm 2023. Thậm chí, 1989 (Taylor's Version) còn phá kỷ lục trước đó của Midnights trở thành album bán chạy nhất trong một tuần suốt sự nghiệp của Swift. Đĩa đơn "Is It Over Now?" của 1989 (Taylor's Version) ra mắt ở vị trí quán quân trên Billboard Hot 100. Swift là nghệ sĩ được phát trực tuyến nhiều nhất năm 2023 trên Spotify và Apple Music Cô trở thành nghệ sĩ đầu tiên được Billboard xướng tên vào đầu danh sách nghệ sĩ cuối năm ở ba thập kỷ liên tiếp (2009, 2015 và 2023), và là nghệ sĩ còn sống đầu tiên có 5 album lọt vào top 10 của bảng xếp hạng Billboard 200 cùng lúc. Cô là người nắm giữ kỷ lục lọt 5 album vào top 10 album bán chạy nhất của năm 2023 tại Hoa Kỳ tính từ thời điểm Luminate bắt đầu theo dõi số liệu bán lẻ âm nhạc tại Hoa Kỳ vào năm 1991.
Ngoài các album, Swift còn hợp tác trong 5 bài hát từ năm 2021 đến 2023: "Renegade" và "Birch" của Big Red Machine, bản remix "Gasoline" của Haim, "The Joker and the Queen" cùng Ed Sheeran, và "The Alcott" với The National. Năm 2022, cô phát hành "Carolina" làm nhạc phim cho bộ phim chuyển thể tiểu thuyết Xa ngoài kia nơi loài tôm hát, và nhận được đề cử ca khúc trong phim hay nhất ở giải Quả cầu vàng và giải Grammy. Ngoài âm nhạc, Swift còn vào vai phụ trong phim hài – lịch sử – trinh thám mang tên Amsterdam – Vụ án mạng kỳ bí (2022) và ký hợp đồng làm đạo diễn một bộ phim sắp ra mắt cho Searchlight Pictures.

### 2023–nay: The Eras Tour vàThe Tortured Poets Department

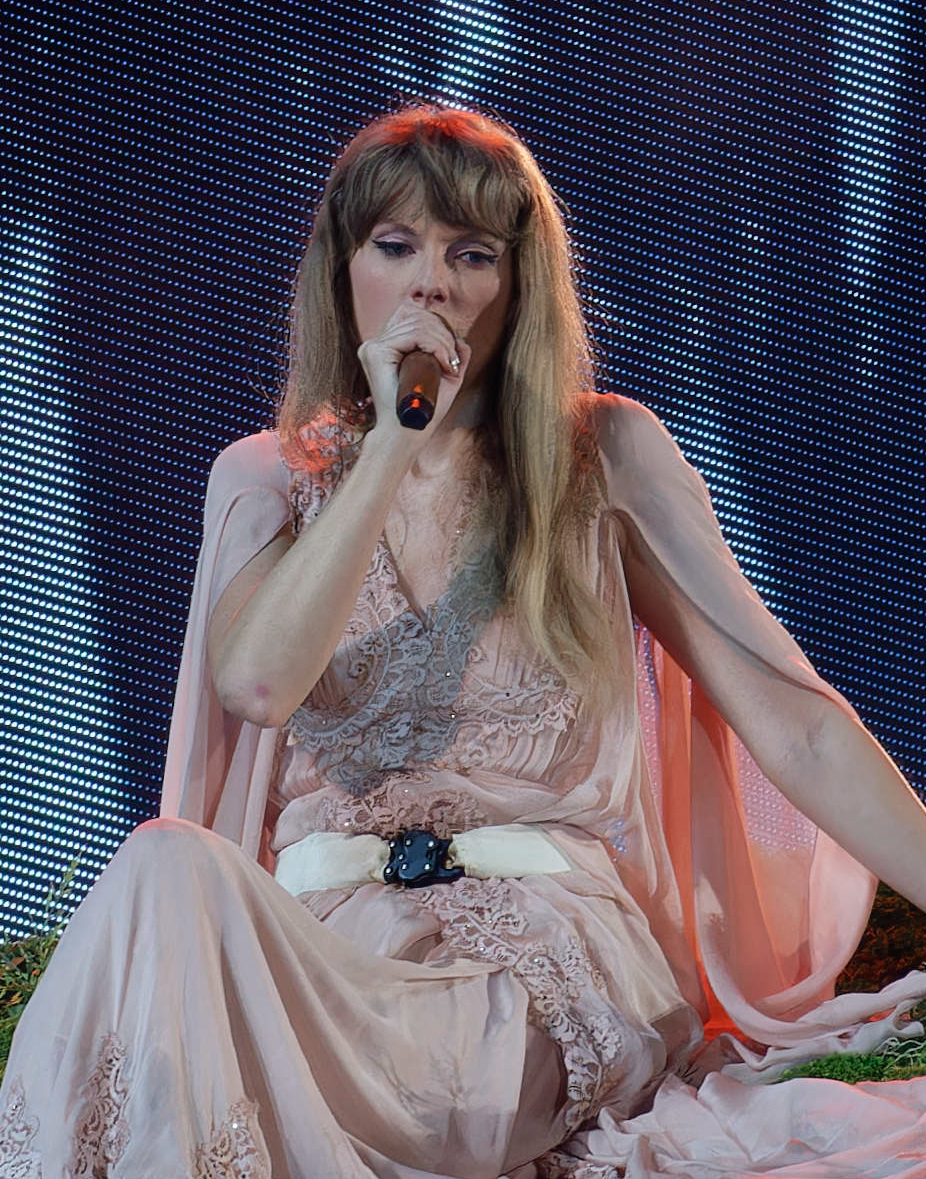
Swift trình diễn tại The Eras Tour vào năm 2023

Vào tháng 3 năm 2023, Swift khởi động The Eras Tour, một chuyến lưu diễn nhìn lại tất cả các album phòng thu của cô. Những phương tiện truyền thông đưa tin rộng rãi về tác động văn hóa và kinh tế của tour diễn, và chặng diễn tại Mỹ phá vỡ kỷ lục về số vé bán ra trong một ngày. Ticketmaster nhận về nhiều lời chỉ trích từ công chúng và chính giới do cách xử lý việc bán vé không hiệu quả. The Eras Tour trở thành chuyến lưu diễn có doanh thu cao nhất trong lịch sử, thu về hơn 1 tỷ đô la. Bộ phim hòa nhạc của tour diễn, được phát hành trên toàn thế giới vào ngày 13 tháng 10 năm 2023, thu về hơn 250 triệu đô la, trở thành bộ phim hòa nhạc có doanh thu cao nhất và được đề cử giải Quả cầu vàng cho Thành tựu điện ảnh và phòng vé. Sau khi The Eras Tour kết thúc vào tháng 12 năm 2024, chuyến lưu diễn này đem về doanh thu cho Swift tổng cộng 2,077 tỷ đô la Mỹ, một con số gấp đôi doanh thu bán vé của bất kỳ chuyến lưu diễn hòa nhạc nào khác trong lịch sử tại thời điểm công bố.
Album phòng thu thứ mười một của Swift, The Tortured Poets Department, lên kệ vào ngày 19 tháng 4 năm 2024. Album này nhanh chóng đứng đầu các bảng xếp hạng toàn cầu và phá vỡ hàng loạt kỷ lục: đây là album đầu tiên trong lịch sử đạt 1 tỷ lượt stream trên Spotify chỉ trong vòng một tuần; bán được 2,6 triệu bản trong tuần đầu tiên tại Mỹ; giúp Swift trở thành nghệ sĩ đầu tiên chiếm trọn 14 vị trí dẫn đầu trên bảng xếp hạng Billboard Hot 100 và 10 vị trí dẫn đầu trên bảng xếp hạng ARIA Singles Chart của Úc; đồng thời album còn trụ vững ở vị trí quán quân trên Billboard 200 trong 15 tuần—đây là album có thời gian đứng đầu lâu nhất của Swift trên bảng xếp hạng này. Đĩa đơn chủ đạo "Fortnight", hợp tác với Post Malone, trở thành ca khúc quán quân thứ 12 của Swift trên Hot 100.
Sau đại dịch, Swift đạt đến đỉnh cao chưa từng có trong sự nghiệp với các sản phẩm âm nhạc, các chuyến lưu diễn và các hoạt động liên quan. Kể từ năm 2023, nữ ca sĩ gặt hái được thành công vang dội, thậm chí còn vượt xa những gì cô đạt được trước đây, nhờ vào thành công của các bản tái thu âm, The Eras Tour cùng bộ phim hòa nhạc đi kèm, Midnights và The Tortured Poets Department, góp phần làm tăng đáng kể giá trị tài sản ròng của cô; Music Business Worldwide nhận định đây là "một tầng cao mới trong sự nghiệp toàn cầu" của Swift. Vào năm 2023, cô bắt đầu hẹn hò với cầu thủ bóng bầu dục Mỹ Travis Kelce, và đến năm 2024, cô giành giải Nghệ sĩ của năm tại lễ trao giải thưởng Âm nhạc iHeartRadio 2024. Cùng năm đó, những hình ảnh deepfake khiêu dâm giả mạo Swift do AI tạo ra được đăng tải lên Twitter và nhanh chóng lan truyền sang các nền tảng mạng xã hội khác, gây nên làn sóng chỉ trích và kêu gọi cải cách pháp lý. Vào tháng 7, Swift và Kelce bị dọa giết bởi một kẻ theo dõi ở Gelsenkirchen, Đức. Cũng trong thời gian này, ba đứa trẻ thiệt mạng trong một vụ tấn công bằng dao tại một hội thảo theo chủ đề Swift ở Southport, Anh, dẫn tới tình trạng bất ổn dân sự tại Anh Quốc. Vào tháng 8, cả ba buổi hòa nhạc trong khuôn khổ The Eras Tour tại Vienna bị hủy bỏ sau khi kế hoạch tấn công địa điểm biểu diễn của Nhà nước Hồi giáo (ISIS) bị bại lộ; âm mưu khủng bố này được tình báo Mỹ phát hiện và lực lượng cảnh sát Áo kịp thời ngăn chặn.

## Phong cách nghệ thuật

### Ảnh hưởng
Một trong những khoảnh khắc tiếp xúc âm nhạc sớm nhất của Swift đó chính là cô từng lắng nghe bà ngoại Marjorie Finlay của cô hát vang ở khắp ngóc ngách trong nhà và tại nhà thờ vào mỗi Chủ Nhật. Ngay từ khi còn nhỏ, Swift say mê trước các bài hát nhạc phim của Disney đến mức luôn luôn hát mỗi khi đang ngồi trên xe về nhà: "Cha mẹ tôi để ý rằng, mỗi lần cạn lời không biết nên nói gì thì tôi lại tự nghĩ ra thêm nhiều câu nói cho mình." Mẹ của Swift chính là người khơi dậy trí tưởng tượng của Swift và kể cho cô nghe những câu chuyện lúc nhỏ. Swift cho biết, cô có được sự tự tin là nhờ người mẹ giúp cô chuẩn bị cho các bài thuyết trình trước khi đến lớp.
Ở những năm tháng đầu sự nghiệp, chính lối kể chuyện trong dòng nhạc đồng quê làm Swift cảm thấy cuốn hút. Cô khơi dậy cảm hứng từ những nghệ sĩ nữ nhạc đồng quê thập niên 1990 như Shania Twain, Faith Hill, LeAnn Rimes và Dixie Chicks. Trong đó, nhạc sĩ viết lời và biểu diễn Twain chính là người ảnh hưởng âm nhạc của Swift nhất, Hill là hình mẫu thời thơ ấu của cô để cho cô bắt chước theo, và Swift luôn cảm thấy ngưỡng mộ trước tâm trạng đầy thách thức và khả năng chơi nhạc cụ của Chicks. Ngoài ra, cô chịu ảnh hưởng từ các ngôi sao đồng quê lớn tuổi như Patsy Cline, Loretta Lynn, Tammy Wynette và Dolly Parton. Parton là người mà cô cho là mẫu mực đối với các nhạc sĩ nữ. Sau khi trở thành một nhạc sĩ sáng tác bài hát, chính lời bài hát đong đầy cảm xúc và tự truyện của Joni Mitchell ảnh hưởng đến Swift. Cô bày tỏ niềm yêu thích với album Blue của Mitchell vì những ca khúc trong đó "khám phá sâu sắc tâm hồn của con người". Cô cũng kể thêm rằng bản thân còn chịu ảnh hưởng từ các nhạc sĩ những năm 1990 như Melissa Etheridge, Sarah McLachlan và Alanis Morissette, cùng với các nghệ sĩ đồng quê alternative như Patty Griffin và Lori McKenna.
Trước độ tuổi thiếu niên, Swift luôn yêu thích các nghệ sĩ bubblegum pop như Hanson và Britney Spears. Trong đó, Spears là người mà cô "sùng kính không lay chuyển". Ở trường trung học, Swift thường nghe những ban nhạc rock như Dashboard Confessional, Fall Out Boy, và Jimmy Eat World. Cô cũng là người hâm mộ của những ca sĩ tự sáng tác đương đại như Michelle Branch, Fefe Dobson và Justin Timberlake, cũng như những nghệ sĩ thập niên 1960 như The Shirelles, Doris Troy và The Beach Boys. Nhiều nghệ sĩ nhạc pop và rock cũng ảnh hưởng đến Swift, gồm có Paul McCartney, Bruce Springsteen, Emmylou Harris và cô chọn Kris Kristofferson để làm hình mẫu trong sự nghiệp của cô. Phong cách sáng tác album 1989 của Swift chịu ảnh hưởng từ một số nghệ sĩ nhạc pop những năm 1980 yêu thích của cô như Peter Gabriel, Annie Lennox, Phil Collins và Madonna. Cô cũng cho biết phong cách âm nhạc của Keith Urban và biên soạn ca từ của Fall Out Boy chính là cảm hứng sâu sắc nhất của cô. Swift chọn tham khảo các nhà văn như William Shakespeare, Nathaniel Hawthorne, F. Scott Fitzgerald và các nhà thơ như William Wordsworth, Robert Frost và Emily Dickinson (họ hàng xa của Swift) để thể hiện tính văn chương trong sáng tác bài hát.

### Thể loại âm nhạc
—Viện hàn lâm Khoa học và Nghệ thuật Thu âm Quốc gia, 2021
Swift là một người mạo hiểm trong việc kết hợp nhiều dòng nhạc khác nhau và thực hiện nhiều kiểu sáng tạo nghệ thuật, đổi mới không ngừng, qua đó cô được ví như một "tắc kè hoa" của âm nhạc. Trước kia, cô được cho là một nhạc sĩ đồng quê cho đến khi cô phát hành album phòng thu thứ tư Red vào năm 2012. Mặc dù các album của cô vẫn được quảng bá trên các đài phát thanh đồng quê nhưng nhiều nhà phê bình âm nhạc nhận thấy nền nhạc của cô xen lẫn rất nhiều phong cách của thể loại pop và rock. Rolling Stone cho rằng Swift "có thể được phát trên các đài phát thanh nhạc đồng quê, nhưng cô ấy là một trong những ngôi sao nhạc rock thực thụ hiếm hoi hiện nay".
Sau năm 2010, giới phê bình âm nhạc dần để ý giai điệu của Swift có cốt lõi ở dòng nhạc pop, nhưng vẫn còn được gắn mác nhạc đồng quê là do phần nhạc cụ sử dụng xuyên suốt các bài hát như banjo, mandolin và vĩ cầm du dương, đi kèm với chất giọng twang nhàn nhạt của cô. Một số cây viết cho rằng mục đích Swift thoạt đầu chọn theo đuổi nhạc đồng quê là vì cô muốn truyền tải ca từ đậm chất tự sự của cô, hơn là vì phong cách âm nhạc đặc trưng của thể loại đó. Mặc dù ngành công nghiệp âm nhạc Nashville có chấp nhận vị thế của Swift là một nhạc sĩ đồng quê, nhưng giới phê bình vẫn chỉ trích cô từ bỏ cội nguồn của mình để gặt hái thành công sang thị trường nhạc pop đại chúng. Phong cách nhạc điện tử, pop chiết trung và rock của album Red tiếp tục trở thành chủ đề để cho giới phê bình tranh cãi mổ xẻ gay gắt. Swift lên tiếng rằng, "Tôi để cho người ta mặc sức gắn thể loại."
Người viết báo âm nhạc Jody Rosen nhận xét rằng từ lúc bắt đầu sự nghiệp âm nhạc ở Nashville, Swift thực hiện "mồi nhử-và-chuyển đổi, cắm rễ vào vùng đất đồng quê nhiều mùn, sau đó quay ngoắt 180 độ sang nhạc pop". Cô từ bỏ thể loại nhạc đồng quê vào năm 2014 bằng cách phát hành album phòng thu thứ năm 1989 thuộc thể loại synth-pop. Những album tiếp theo của cô Reputation (2017) và Lover (2019) là những tác phẩm nhạc pop sôi động, đặc biệt Reputation đánh liều kết hợp một chùm đặc trưng của dòng nhạc hip hop, trap, dubstep và EDM. Mặt khác, Midnights (2022) lại khác biệt rõ hơn bởi tính thử nghiệm thể loại trong album đó: âm thanh pop nhẹ nhàng và vô định hình. Đến với album The Tortured Poets Department (2024), Ann Powers đánh giá Swift tạo nên thể loại riêng cho chính bản thân "bằng cách hòa trộn cấu trúc bài hát cứng chắc của đồng quê với âm hưởng R&B, nhịp nhạc rap và sức hút của pop."
Mặc dù các album nhạc pop của Swift nhận về những đánh giá nhìn chung là tích cực, thế nhưng, một số cây bút vẫn lên tiếng chỉ trích cho rằng chính quá trình sản xuất nhạc pop cho thấy sự theo đuổi thành công ở thị trường đại chúng của Swift. Điều đó làm bào mòn đi danh nghĩa một nhạc sĩ sáng tác bài hát được nuôi dưỡng từ dòng nhạc đồng quê của cô, và lời chỉ trích được cho là tương đồng với chủ nghĩa nhạc rock. Nhà âm nhạc học Nate Sloan nhận xét rằng việc chuyển đổi sang nhạc pop của Swift nhiều phần cũng là do nhu cầu mở rộng khả năng nghệ thuật của cô. Không những thế, Swift còn sẵn sàng gác lại nhạc pop đại chúng để chuyển sang phong cách thể loại hoàn toàn là alternative, dân gian đương đại và indie rock trong hai album bất ngờ năm 2020 Folklore và Evermore, và cô được công chúng đón nhận rộng rãi. Clash cho biết sự nghiệp của cô "luôn siêu việt và vượt qua mọi ranh giới bí mật" đến mức "Taylor Swift chỉ là Taylor Swift", và âm nhạc của cô không thể xác định ở duy nhất bất kỳ một thể loại nào.

### Giọng hát
Theo đánh giá tổng quát, Swift sở hữu chất giọng nữ trung cùng âm sắc tuy nhẹ nhàng nhưng linh hoạt. Ở những giai đoạn đầu tiên trong sự nghiệp, Sophie Schillaci từ The Hollywood Reporter miêu tả giọng hát của Swift "ngọt ngào, dịu êm". Trong phòng thu, Los Angeles Times chỉ ra đặc điểm nổi bật trong giọng hát của Swift là chú ý đến từng chi tiết trong việc truyền tải chất trữ tình, nằm ở "câu hát xuống tông như một tiếng thở dài mãn nguyện hay vút cao một cách bất ngờ như lúc nhướng mày, giúp cô giữ sự nữ tính đáng yêu trong không gian thân mật". Rolling Stone, trong bài đánh giá Speak Now, có ghi nhận: "Giọng hát của Taylor đủ chân thật để cho thấy sự lão luyện của cô trong vai trò ca sĩ; cô hạ thấp giọng ở những đoạn quan trọng, trong tâm trạng của một cô gái e ấp đang cố gắng nắm lấy uy quyền."
Dẫu thế, khi còn là một ca sĩ hát nhạc đồng quê, giọng ca của cô bị một số người chỉ trích là yếu và gắng sức so với những người cùng thời với cô. Một số nhà phê bình vào năm 2009 mô tả giọng của Swift "nhàm chán, mỏng manh và đôi khi yếu ớt như một con ngựa mới sinh". Swift thừa nhận chính khả năng thanh nhạc thường khiến cô lo lắng trong thời gian đầu khởi nghiệp, nên cô cải thiện bằng cách luyện giọng chăm chỉ. Giọng hát của cô vẫn gặp phải những đánh giá trái chiều sau khi cô chuyển sang nhạc pop hoàn toàn với album 1989. Mặc dù các nhà phê bình chỉ trích rằng Swift vẫn còn thiếu kỹ thuật thanh nhạc phù hợp nhưng họ vẫn đánh giá cao cách cô sử dụng giọng ca để truyền đạt cảm xúc của mình đến khán giả và ưu tiên giọng "gần gũi hơn nội lực và đầy sắc thái". Swift cũng được khen ngợi vì không sử dụng Auto-Tune để khắc phục cao độ khi trình diễn.
Giọng hát của Swift càng về sau càng được nhiều cây bút lên bài nhận xét album cùng với màn trình diễn đánh giá rất cao. Các nhà phê bình nhận thấy Swift ít giọng mũi hơn, ca hát phong phú hơn, vang dội hơn và mạnh mẽ hơn. Với album Reputation, các nhà phê bình nhận thấy cô đang "học cách hô biến giọng hát của mình trở thành nhạc cụ gõ riêng", biến chuyển chất giọng biểu cảm "đặc trưng" của cô để có nhịp điệu và giai điệu "hấp dẫn, đối thoại, tách biệt" tương tự như phong cách hip hop và R&B. Alternative Press cho rằng phong cách giọng ca "gợi cảm" của Swift nhiều phần làm gợi nhớ thể loại metalcore, pop punk và emo cho người nghe. Chỉ với Folklore và Evermore trong tay, Swift nhận được rất nhiều lời khen ngợi từ công chúng lẫn giới chuyên môn nhờ giọng hát dù sắc sảo nhanh nhẹn nhưng trong trẻo và được cô điều khiển tốt. Pitchfork cho rằng giọng hát của Swift "linh hoạt và tràn đầy cảm xúc".
Sang đến các album tái thu âm năm 2021, các nhà phê bình bắt đầu khen ngợi tiếng hát trưởng thành, trầm hơn và "đầy đặn hơn" của Swift. Một bài đánh giá bên trang i tán dương rằng chất giọng mới của Swift giờ "tốt hơn rất nhiều". The Guardian nhấn mạnh "tiếng hét yo-yoing" và những đoạn cao trào cuồng nhiệt là đặc trưng thanh nhạc của Swift, và giọng mũi của cô tiêu biến. Album Midnights nhận được sự hoan nghênh vì phong cách ca hát "dịu nhẹ một cách trang nhã" của Swift. Cô được xếp ở hàng thứ 102 trong danh sách 200 ca sĩ vĩ đại nhất mọi thời đại theo Rolling Stone. Trong bài nhận xét về chuyến lưu diễn The Eras Tour, nhà phê bình viết cho The New Yorker, Amanda Petrusich tôn vinh giọng hát live trong trẻo với giai điệu lôi cuốn của Swift, ngày càng dày dặn và mạnh mẽ hơn trong những năm qua. Nhà âm nhạc học Alyssa Barna bảo rằng âm sắc của Swift "dễ thở tươi sáng" ở quãng âm vực cao và "đầy đặn tăm tối" ở âm vực thấp.

### Sáng tác
— Swift đáp trả trước sự chỉ trích về tác phẩm của mình.
Swift được nhiều thông cáo báo chí lẫn giới chuyên môn xướng tên là một trong những nhạc sĩ sáng tác bài hát vĩ đại. Các học giả Anh ngữ như Jonathan Bate và Stephanie Burt cho biết, khả năng cảm thụ văn chương và giai điệu cũng như phong cách soạn ca từ bằng lời ăn tiếng nói của Swift ngày nay rất hiếm khi được chứng kiến, so với các đồng nghiệp cùng thời với cô. Kitty Empire phát biểu vào 2024 rằng Swift là "một nghệ sĩ cổ điển sâu sắc" sở hữu những bài hát "kể một câu chuyện một cách ngắn gọn, giàu cảm xúc và tỉ mỉ" không giống như đa số nhiều bản nhạc pop trước kia, nhờ vào gốc gác từ thể loại đồng quê của nữ ca sĩ. Các đoạn chuyển tiếp ở cuối bài hát của Swift được nhiều cây viết đánh giá là phân đoạn hay nhất, và Time phong tặng cho cô danh hiệu "Nữ hoàng viết Bridge" từ ấy. Mojo gọi cô là "một người kể chuyện sắc sảo chuyên đi kèm với tài ẩn dụ mở rộng".
Swift cho hay trong bài đăng của The New Yorker vào năm 2011 rằng, đầu tiên cô sẽ phải xác định chính bản thân cô là một nhạc sĩ trước, "Tôi viết bài hát và giọng hát của tôi chỉ là một phương thức để truyền tải những dòng lời đó". Những trải nghiệm cá nhân của cô trở thành nguồn cảm hứng chung cho những bài hát đầu tiên của cô, giúp cô định hướng cuộc sống. Kỹ thuật "ghi chép" của cô gồm hai bước: xác định cảm xúc, rồi tìm giai điệu tương ứng cho cảm xúc đó. Những chủ đề nổi bật xoay quanh trong ba album phòng thu đầu tiên của cô đó chính là tình yêu, đau khổ và bất an, góc nhìn của tuổi mới lớn. Riêng trong Fearless, Swift sử dụng hình ảnh cổ tích và khám phá sự trái ngược "giữa những câu chuyện cổ tích và thực tế của tình yêu". Các album sau này của cô chứa đựng nhiều quan điểm trưởng thành hơn. Ở album Red, Swift đào sâu vào chủ đề mối quan hệ tình cảm toxic hỗn loạn. Tiếp đến, cô đi theo phong cách hoài cổ và tình yêu tích cực sau mối lãng mạn ở 1989. Reputation chủ yếu lấy tâm trạng từ danh tiếng méo mó của Swift vào năm 2016, và Lover thể hiện rõ rệt quan điểm hiểu biết về "mọi sắc màu của tình yêu" trong cô. Các chủ đề khác trong âm nhạc của Swift có thể nhắc đến gồm có động lực gia đình, tình bạn, cô lập, tự nhận thức và bàn những chuyện cay nghiệt, nhất là phân biệt giới tính. Cô cũng thường hay lấy ý tưởng cảm hứng từ các sự kiện và nhân vật lịch sử.
Phong cách thổ lộ tình yêu trong ca từ của Swift nhận được nhiều lời tán tụng của giới chuyên môn. Họ tích cực ca ngợi những chi tiết sống động và mối gắn kết đầy cảm xúc trong bài hát của Swift, một thứ mà hiếm khi được thấy trong dòng nhạc pop. Bên cạnh đó, họ cũng khen ngợi những sáng tác du dương của cô. Rolling Stone mô tả Swift là "một nhạc sĩ uyên bác có tài năng xử lý cấu trúc lời chính-điệp khúc-bridge chuyển tiếp cuối bài nhạy bén". NPR mệnh danh Swift là "bậc thầy về ngôn ngữ bản địa trong lời bài hát" và nhận xét rằng các bài hát của cô gắn kết về mặt cảm xúc bởi "cách sắp xếp đầy khôn khéo rõ ràng của cô ấy biến [cảm xúc] từ chuyện cơm bữa trở thành những lời thổ lộ tình yêu chân thành". Tuy nhiên The New Yorker cho biết, Swift vẫn chỉ là "một kỹ thuật viên lành nghề hơn là một người có tầm nhìn xa trông rộng theo phong cách Dylanesque". Các phương tiện truyền thông lá cải thường xuyên đem bài hát của cô gán chủ đề với những người yêu cũ, và động thái này bị nhiều người bình luận và chính Swift lên án là đặt thành kiến về chuyện giới tính. Ngoài những manh mối trong phần bìa ghi chú album thì Swift luôn luôn từ chối tiết lộ chủ thể mà cô viết trong các bài hát là ai, "vì đây là những người có thật. Bạn phải cố gắng truyền đạt suy nghĩ của mình một cách tế nhị mà không chà đạp người khác".
Ở các album năm 2020 Folklore và Evermore, Swift lấy cảm hứng từ chủ nghĩa thoát ly và chủ nghĩa lãng mạn để bộc lộ những câu chuyện hư cấu. Cô hoàn toàn không sử dụng đời tư của mình trong hai album đó, mà thay vào đấy, cô áp đặt cảm xúc lên các nhân vật và mạch truyện trong trí tưởng tượng riêng mình. Vì lẽ đó, báo lá cải cũng dần bớt chú ý về phía Swift hơn, và mở rộng thêm những con đường mới cho nghệ thuật của cô. Swift giải thích rằng cô muốn đi theo hướng sáng tác mới, sau khi không còn lo toan về vấn đề thành công thương mại nữa. Theo tờ Spin, Swift khám phá những cảm xúc phức tạp đến "chính xác và tàn khốc" qua sản phẩm Evermore. Consequence cho biết các album năm 2020 của Swift thuyết phục được những người hoài nghi phải tin tưởng khả năng sáng tác của cô, đồng thời tòa soạn đành phải công nhận cái hay của Swift trong quá trình chuyển đổi từ "thần đồng tuổi teen để trở thành một người trưởng thành tự tin và chu đáo".
Swift từng phân chia các sáng tác của cô thành ba dạng ca từ chính: "bút lông" là những ca khúc lấy cảm hứng từ thơ ca cổ xưa; "bút máy" là những bài dựa trên cốt truyện hiện đại và sống động; và "bút nhũ kim tuyến" dành cho những bản ca sống động và phù phiếm. Các nhà phê bình đánh giá ca khúc thứ năm trong mỗi album của Swift là bài hát "dễ bị tổn thương về mặt cảm xúc" nhất trong album. Lúc trao cho Swift giải thưởng Biểu tượng nhạc sĩ năm 2021, Hiệp hội Nhà xuất bản Âm nhạc Quốc gia nhận xét rằng "không còn ai có ảnh hưởng hơn Swift trong việc viết nhạc ngày nay". The Week xem cô là nữ nhạc sĩ hàng đầu của thời hiện đại, và Hiệp hội Nhạc sĩ sáng tác bài hát Quốc tế Nashville nêu tên cô là Nhạc sĩ sáng tác bài hát-Nghệ sĩ của thập kỷ vào năm 2022. Swift cũng cho xuất bản hai bài thơ tự viết, bao gồm "Why She Disappeared" và "If You're Anything Like Me".

### Biểu diễn trực tiếp

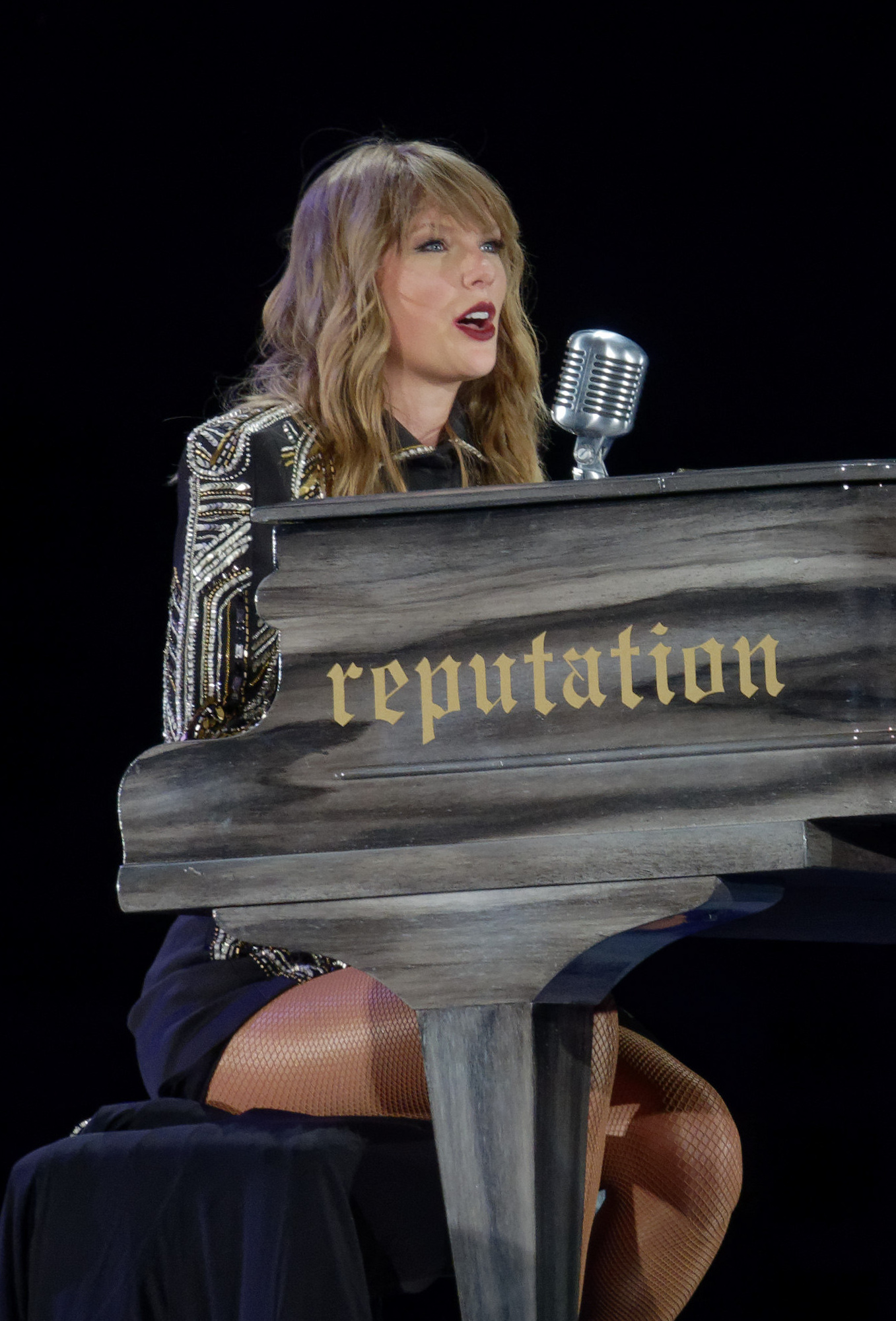
Swift biểu diễn ở chuyến lưu diễn Reputation Stadium Tour tại Seattle vào tháng 5 năm 2018

Nhiều nhà báo cho rằng Swift chính là một trong những nghệ sĩ biểu diễn trực tiếp xuất sắc nhất mọi thời đại. Họ đều ca tụng kỹ năng trình diễn cũng như phong cách hiện diện trên sân khấu của cô luôn khiến cho người thưởng thức phải "hát theo, la hét, khóc nấc" và nhún nhảy không ngừng. Bên cạnh đó, các phương tiện truyền thông cho rằng Swift có khả năng thu hút mọi ánh nhìn từ khán giả đông đúc ngay trong sân vận động rộng lớn, mà không cần phải dựa vào kỹ năng khiêu vũ cao siêu quá nhiều như những đồng nghiệp cùng thời với cô. Theo Greg Krelenstein bên tạp chí V, Swift đang nắm trong tay "năng khiếu hiếm có là biến quang cảnh sân vận động thành một khung cảnh thân mật", bất kể cô đang "gảy đàn hay phải dẫn dắt một đội vũ công".
Trong bài đánh giá năm 2008 về những màn trình diễn đầu tiên của Swift, Sasha Frere-Jones bên The New Yorker gọi Swift là nghệ sĩ giải trí "có năng lực phi thường" trong việc xuất hiện sôi động trên sân khấu và cho biết thêm rằng, "cô ấy đáp lại niềm phấn khích của đám đông bằng tác phong chuyên nghiệp mà cô ấy luôn thể hiện tính từ năm 14 tuổi." Năm 2023, Adrian Horton viết cho The Guardian phải công nhận "sức chịu đựng dường như vô tận" của cô trong chuyến lưu diễn The Eras Tour, và cây viết phê bình bên trang i là Ilana Kaplan gọi khả năng trình diễn của cô là "vô song".
Các nhà phê bình đánh giá cao tính linh hoạt trong nghề nghệ sĩ giải trí của Swift. Họ tán tụng khả năng thay đổi hình tượng trên sân khấu lẫn phong cách biểu diễn của cô theo chủ đề và tính thẩm mỹ khác nhau ở từng album của cô (hay được gọi là "những kỷ nguyên"). Những buổi hòa nhạc của cô được thiết kế theo phong cách trình chiếu sân khấu Broadway đầy công phu và sử dụng công nghệ vô cùng tân tiến, và hỗ trợ các buổi biểu diễn là một ban nhạc biểu diễn trực tiếp cùng cô lưu diễn từ năm 2007. Xuyên suốt những tiết mục trên sân khấu, Swift luôn trang bị sẵn cho mình những nhạc cụ biểu diễn như guitar điện, vĩ cầm acoustic và dương cầm, và đôi lúc là đàn 12 dây, banjo, hoặc ukulele. Ngoài ra, ở các màn trình diễn acoustic solo, cô cũng thường xuyên tương tác với khán giả. Đây được coi là cách Swift tạo dựng cảm giác gần gũi thân thiện và gây được tiếng vang về mặt cảm xúc, làm tôn lên những ca từ đầy tính tự sự và duy trì kết nối với người hâm mộ của cô bền chặt hơn nữa. Lydia Burgham bên The Spinoff viết rằng niềm thân mật này vẫn luôn "gắn liền với nghề ca-nhạc sĩ của cô". Chris Willman bên Variety gọi Swift là "siêu sao dễ được yêu mến nhất làng nhạc pop" và nghệ sĩ biểu diễn nổi tiếng nhất thế kỷ 21.

### Video và phim ảnh
Swift nhấn mạnh phim ảnh là thành phần sáng tạo quan trọng trong quá trình sáng tác âm nhạc. Cô luôn ẩn giấu những mạch câu chuyện phức tạp và các easter egg trong nhiều tác phẩm của mình. Ngay từ thuở đầu, cô hợp tác với nhiều đạo diễn khác nhau để sản xuất các video âm nhạc của mình. Trải qua một thời gian dài, cô từ từ dấn thân vào công việc tự viết kịch bản và tự làm đạo diễn. Swift đồng đạo diễn video âm nhạc cho "Mine" cùng với Roman White, và cô chính là người phát triển ý tưởng và lên đề cương kịch bản cho "Mean" với đạo diễn Declan Whitebloom. Trong một cuộc phỏng vấn, Whitebloom nói rằng Swift "rất tích cực tham gia vào việc viết đề cương kịch bản, tuyển diễn viên và xây dựng kho trang phục. Cô ấy ở lại phim trường trong cả hai ngày quay kéo dài 15 giờ, ngay cả khi cô ấy không trực tiếp tham gia vào cảnh quay." Vì ăn ý, Swift lên ý tưởng cho video âm nhạc "Ours" và tiếp tục mời Whitebloom đảm nhiệm vai trò đạo diễn.
Từ năm 2014 đến năm 2018, Swift bắt tay hợp tác với đạo diễn Joseph Kahn trong 8 video âm nhạc: 4 video đến từ album 1989 và 4 video đến từ album Reputation. Kahn ca tụng sự nhiệt tình của cô trong quá trình quay phim. Năm 2014, Swift làm việc với American Express trong video âm nhạc "Blank Space" của cô (do Kahn làm đạo diễn) và phát hành ứng dụng tương tác AMEX Unstaged: Taylor Swift Experience. Cô đảm nhận vai trò điều hành sản xuất và thủ vai chính, giành giải Primetime Emmy cho Chương trình tương tác xuất sắc nhất vào năm 2015. Swift sản xuất video âm nhạc cho "Bad Blood" và giành được giải Grammy cho Video âm nhạc xuất sắc nhất năm 2016.
Swift sở hữu công ty sản xuất của riêng mình mang tên Taylor Swift Productions để sản xuất tất cả các phương tiện truyền thông video, với tác phẩm đầu tiên chính là bộ phim tài liệu hòa nhạc năm 2018 Reputation Stadium Tour. Cô tiếp tục đồng đạo diễn các video âm nhạc đĩa đơn nằm trong album Lover: "Me!" cùng với Dave Meyers, "You Need to Calm Down" (tự chính cô đồng điều hành sản xuất) và "Lover" cùng với Drew Kirsch. Đến phiên "The Man" thì Swift hoàn toàn đạo diễn toàn bộ, và video âm nhạc giúp cô giành giải Video âm nhạc của MTV cho Đạo diễn xuất sắc nhất vào năm 2020. Swift nhận được hai đề cử cho "Cardigan" và "Willow" ở hạng mục Đạo diễn xuất sắc nhất tại giải Video âm nhạc của MTV năm 2021. Sau khi phát hành Folklore: The Long Pond Studio Sessions, Swift bắt tay vào nghề nhà làm phim với bộ phim ca nhạc All Too Well: The Short Film, đưa cô trở thành nghệ sĩ đầu tiên giành được giải Grammy cho Video âm nhạc hay nhất với tư cách là đạo diễn duy nhất. Ngoài ra, Swift còn ghi công Chloé Zhao, Greta Gerwig, Nora Ephron, Guillermo del Toro, John Cassavetes và Noah Baumbach là niềm cảm hứng làm phim của mình.

## Giải thưởng và thành tựu

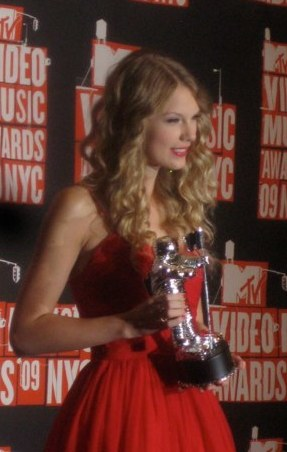
Năm 2009, Swift trở thành ca sĩ nhạc đồng quê đầu tiên trong lịch sử giành giải Video âm nhạc của MTV.

Danh sách đĩa nhạc của Swift chính là một "cuốn sách hát được giới phê bình tán dương" theo lời Sam Lansky của tờ Time. Cô thắng 14 giải Grammy (gồm 4 giải Grammy cho Album của năm và là nghệ sĩ đoạt được giải này nhiều nhất), 1 giải Emmy, 40 Giải thưởng Âm nhạc Mỹ (hiện là nghệ sĩ thắng được nhiều nhất), 49 giải thưởng Âm nhạc Billboard (nghệ sĩ thắng được nhiều giải nhất), 117 kỷ lục trong Sách Kỷ lục Guinness, 23 giải Video âm nhạc của MTV (gồm 4 lần đoạt giải Video của năm, và là nghệ sĩ giành được nhiều nhất), 12 giải thưởng Hiệp hội Âm nhạc Đồng quê (gồm giải Pinnacle), 8 giải thưởng Viện hàn lâm Âm nhạc Đồng quê, và 2 giải Brit. Swift được Hiệp hội Nhạc sĩ sáng tác bài hát Nashville, Đại sảnh Danh vọng Nhạc sĩ sáng tác bài hát và Hiệp hội các nhà xuất bản âm nhạc quốc gia vinh danh với tư cách là một người viết ca khúc của các năm, đồng thời cũng là người trẻ nhất lọt vào danh sách 100 nhạc sĩ sáng tác bài hát vĩ đại nhất mọi thời đại của Rolling Stone vào năm 2015. Tại giải BMI lần thứ 64 vào năm 2016, Swift là người phụ nữ đầu tiên được vinh danh với giải thưởng mang tên chính người nhận là cô.
Về mặt thương mại, căn cứ vào số liệu thống kê có được, Swift tích lũy được tổng cộng 50 triệu lượt tiêu thụ album và 150 triệu lượt mua đĩa đơn tính đến năm 2019, và tẩu tán 114 triệu bản trên toàn cầu, gồm trong đó 78 tỷ lượt phát trực tuyến tính đến năm 2021. Liên đoàn Công nghiệp ghi âm Quốc tế (IFPI) xếp cô đứng đầu nghệ sĩ thu âm toàn cầu của năm với kỷ lục 4 lần (2014, 2019, 2022 và 2023). Swift là nữ nghệ sĩ có nhiều album quán quân nhất ở Anh Quốc và Ireland trong thiên niên kỷ này, kiếm được thu nhập cao nhất đối với một nghệ sĩ trên nền tảng nhạc số Trung Quốc (Lỗi Lua trong package.lua tại dòng 80: module 'Module:Currency/Presentation' not found. tính đến năm 2021), và là nghệ sĩ đầu tiên tự soán ngôi đầu bảng chính bản thân và độc chiếm năm vị trí đầu tiên trên bảng xếp hạng album Úc. Swift hiện đang nắm giữ kỷ lục nghệ sĩ lưu diễn trên thế giới có doanh thu cao nhất mọi thời đại, với tổng doanh thu bán vé tích lũy lên đến 3,12 tỷ đô la Mỹ tính đến tháng 12 năm 2024 theo trang Pollstar. The Eras Tour chính là chuyến lưu diễn có doanh thu cao nhất từ trước đến nay của một nữ nghệ sĩ tính đến tháng 8 năm 2023. Kể từ Fearless, mỗi album phòng thu của cô đều mở màn với hơn một triệu bản được tẩu tán trên toàn cầu. Swift là nghệ sĩ nữ được phát trực tuyến nhiều nhất trên Spotify và Apple Music. Trên Spotify, cô là nghệ sĩ nữ đầu tiên và duy nhất đạt được 100 triệu lượt nghe hàng tháng. Swift là nghệ sĩ có nhiều bài hát lọt vào và trụ hạng tại cùng một thời điểm nhất trên Billboard Global 200, với 143 bài hát xuất hiện và 31 bài hát trụ hạng cùng lúc, tính cả bài hát hợp tác.
Tại Hoa Kỳ, Swift bán được trên 37,3 triệu album tính đến năm 2019, và Billboard xếp cô ở vị trí thứ 8 trên Bảng xếp hạng nghệ sĩ vĩ đại nhất mọi thời đại. Tổng cộng có 12 bài hát của cô leo lên vị trí số một trên bảng Billboard Hot 100. Cô là nghệ sĩ trụ hạng Billboard Artist 100 lâu nhất; nghệ sĩ solo có nhiều tuần tích lũy ở vị trí đầu bảng Billboard 200 nhất; phụ nữ có nhiều album quán quân trên Billboard 200 nhất, bài hát lọt vào Hot 100 nhất, nhiều bài top 10 nhất và số tuần trụ hạng Top Country Albums nhiều nhất. Swift là nghệ sĩ có số bài hát quán quân ở Pop Airplay và Digital Songs nhiều nhất. Cô là người phụ nữ đầu tiên cùng lúc lọt 5 album vào trong top 10 và 11 album trên bảng xếp hạng Billboard 200; và là nghệ sĩ đầu tiên độc chiếm 4 vị trí đầu bảng và cùng lúc đưa 7 album vào top 10 bảng xếp hạng Top Album Sales. Cô là nữ nghệ sĩ đĩa đơn kỹ thuật số được chứng nhận cao thứ hai (và thứ năm tổng thể) ở Mỹ, nhờ vào 137,5 triệu đơn vị tổng được Hiệp hội Công nghiệp Ghi âm Hoa Kỳ (RIAA) chứng nhận, và là nữ ca sĩ đầu tiên có cả album (Fearless) lẫn bài hát ("Shake It Off") đạt chứng nhận Kim cương. Swift là nghệ sĩ duy nhất ở trong lịch sử có bảy album bán được một triệu bản trong vòng một tuần lễ.
Swift xuất hiện trong nhiều danh sách quyền lực khác nhau. Time xướng tên cô vào danh sách 100 người có ảnh hưởng nhất vào các năm 2010, 2015 và 2019. Cô là một trong những "người đập tan sự im lặng" (Silence Breakers) được tạp chí đưa vào danh sách Nhân vật của năm 2017 vì có tiếng nói trong vấn đề tấn công tình dục, và tiếp tục nhận vinh dự này vào năm 2023 vì tầm thống trị về mặt văn hóa của cô vào năm đó. Time gọi Swift là Nhân vật của năm lần đầu tiên được ghi danh vì "thành tích trong nghệ thuật", đồng thời là người phụ nữ đầu tiên được công nhận và xuất hiện trên trang bìa Nhân vật của năm nhiều lần. Năm 2014, cô được Forbes xướng tên vào danh sách 30 Under 30 ở hạng mục âm nhạc và vào năm 2017 ở hạng mục "All-Star Alumni". Swift trở thành người phụ nữ trẻ tuổi nhất có mặt trong danh sách 100 phụ nữ quyền lực nhất thế giới theo Forbes vào năm 2015, ở vị trí thứ 64. Năm 2023, cô được Forbes xếp ở vị trí thứ năm phụ nữ quyền lực nhất thế giới và là nghệ sĩ giải trí đầu tiên được liệt vào top 5. Ngày 18 tháng 5 năm 2022, Swift được Đại học New York trao bằng danh dự Tiến sĩ ngành Mỹ thuật, và cô có một bài phát biểu truyền cảm hứng tại lễ tốt nghiệp. Năm 2024, Billboard xếp cô ở vị trí thứ 2 trong danh sách "Ngôi sao nhạc pop vĩ đại nhất thế kỷ 21".

## Vị thế trong văn hóa

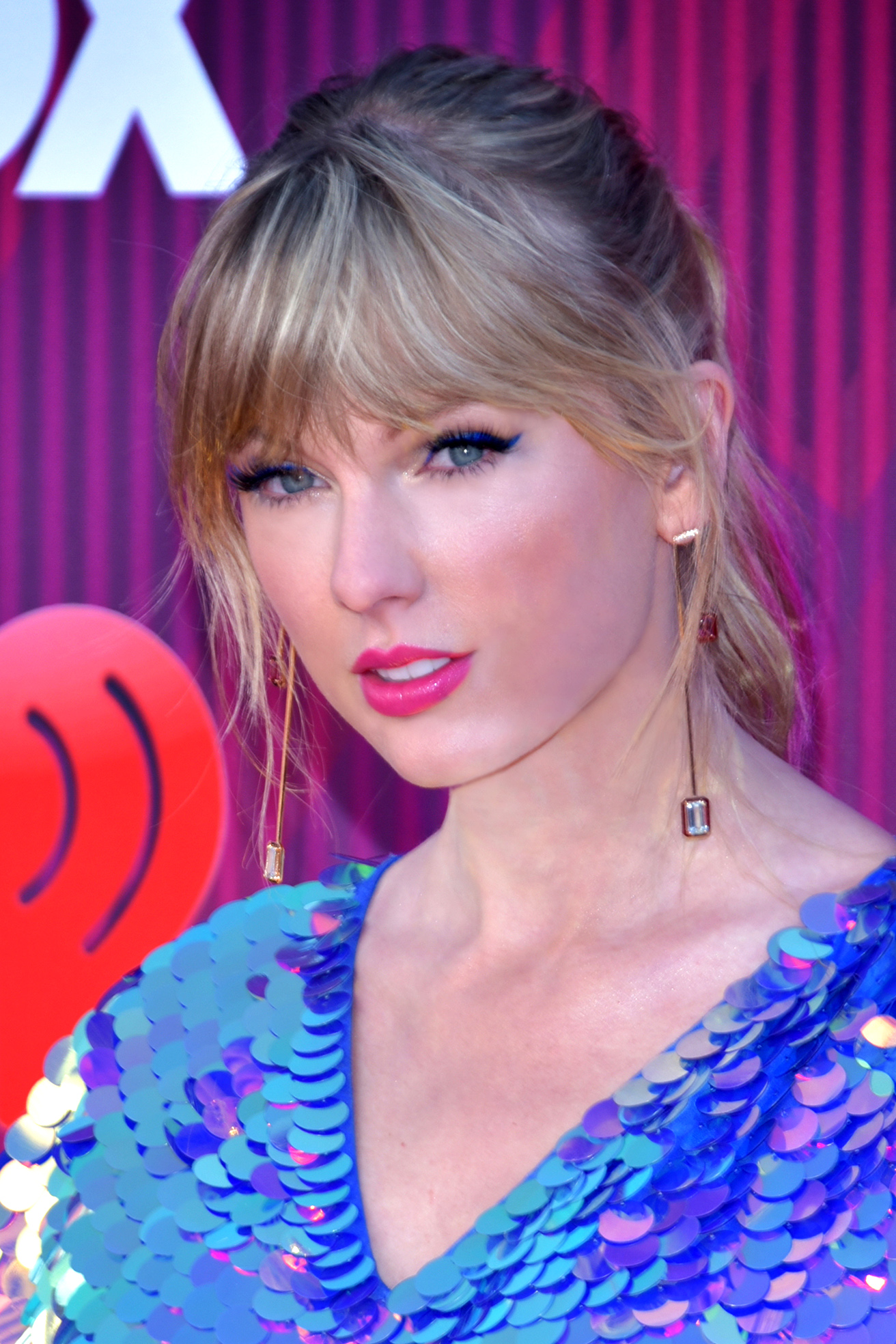
Swift tại giải thưởng Âm nhạc iHeartRadio năm 2019

Swift là người có tác động to lớn đến ngành công nghiệp âm nhạc, văn hóa đại chúng và kinh tế toàn cầu. Cô thống trị nhiều bộ mặt về văn hóa, và các truyền thông xã hội đều gọi cô là người có "sức sống" văn hóa hoặc người theo chủ nghĩa tư tưởng. Phong cách âm nhạc, đời tư và hình tượng công chúng của cô luôn luôn là tâm điểm thu hút mọi sự chú ý trong nền văn hóa người nổi tiếng trên toàn cầu. Ngay từ thuở bắt đầu âm nhạc, Swift trở thành một thần tượng teen và cô tiến lên thành biểu tượng nhạc pop, kết thúc thập niên 2010 với cương vị là "người khổng lồ âm nhạc mọi thời đại" theo như CNN.
Một số ấn phẩm từng công nhận tốc độ nổi tiếng và sức chạy đường dài của Swift là thuộc dạng "không biết mệt mỏi là gì" và "gây ảnh hưởng lên toàn cầu", và những nhận định ấy chưa bao giờ có thể được chứng kiến kể từ thế kỷ 20. Vào năm 2013, Jody Rosen viết cho tạp chí New York gọi Swift là "ngôi sao nhạc pop lớn nhất thế giới" và cho rằng hành trình trở thành ngôi sao của cô thách thức các tiêu chuẩn ngành sẵn có. Rosen còn bổ sung thêm, Swift "va chạm với những thể loại âm nhạc, những kỷ nguyên, nhiều loại đối tượng khán giả, các mô phạm và đại đa số trào lưu", cùng với nghệ thuật sáng tác nhạc đình đám đến mức khiến cho những người đồng nghiệp cạnh tranh của cô phải "giành giật nhau ở hàng thứ hai". Các nhà phê bình, đơn cử là Sam Sanders bên Vulture, coi Swift là "sự kết hợp thành công đáng ngạc nhiên giữa ngôi sao nhạc pop sáng chói tới hàng megawatt và ca sĩ kiêm nhạc sĩ sáng tác ca khúc trong phòng thu tại nhà tựa như phòng ngủ."
Cộng đồng người hâm mộ của Swift có tên gọi là Swifties. Billboard tuyên bố rằng rất ít nghệ sĩ nào có được ba thế mạnh của Swift là thành công trên bảng xếp hạng, được giới chuyên môn đánh giá cao và cả sự hỗ trợ nhiệt tình của người hâm mộ, và nhờ những nhân tố đó mà cô lại càng thêm lan tỏa và có ảnh hưởng mạnh mẽ với công chúng. Nhiều ấn phẩm nhìn nhận các album bán được hàng triệu bản của Swift là một điều đặc thù trong ngành công nghiệp âm nhạc dưới triều đại streaming lên ngôi, bởi kỷ nguyên album đi đến hồi kết sau khi doanh số tiêu thụ album sụt giảm nặng nề trong khi ngược lại, các album của Swift vẫn luôn trong tình trạng "cháy hàng". Do đó Swift được gọi là "người bất thường". Nhà kinh tế học Alan Krueger xem Swift là một "nhà thiên tài kinh tế".
Swift được biết đến với biệt hiệu "Công chúa nhạc đồng quê" ở giai đoạn đầu sự nghiệp nhờ vào hình ảnh ngôi sao nhạc đồng quê mái tóc xoăn vàng óng dấn thân vào đại chúng, cho đến khi chuyển sang nhạc pop với 1989. Mặc dù các phương tiện truyền thông phong tặng Swift danh hiệu "Cục cưng của nước Mỹ" nhờ vào hình tượng cô gái hàng xóm ở đầu sự nghiệp, nhưng cô vẫn bị những người gièm pha cáo buộc là "có tính toán" và thao túng hình ảnh của cô để "đóng vai nạn nhân", sau cuộc tranh cãi năm 2016 của Swift với West về chuyện gọi cô là "con chó cái". Các nhà phê bình cũng cho biết cuộc sống cá nhân và sự nghiệp của Swift phải chịu rất nhiều cảnh ngộ kỳ thị nữ giới và "slut-shaming", cũng như cô là chủ đề bị truyền thông soi mói tràn lan và tung tin đồn đoán lá cải. Phi cơ riêng của Swift cũng thường xuyên bị theo dõi và chụp mũ trong vấn đề thải khí nhà kính và chính người phát ngôn của Swift cho biết, nữ ca sĩ đã phải mua số tín chỉ carbon gấp đôi mức yêu cầu nhằm đảm bảo việc đi lại giữa các chuyến lưu diễn. Cô là nạn nhân của nhiều vụ đột nhập chỗ ở, rình rập theo dõi, tấn công tình dục và một vài đối tượng trong đó có sở hữu súng đạn.

### Di sản
– Giám đốc điều hành Billboard, Jason Lipshutz vào năm 2023
Swift là người có công lớn trong việc tái định hình và hồi sinh lại bối cảnh dòng nhạc đồng quê, lan tỏa thành công trên khắp vùng văn hóa tiếng Anh, đi đầu trong việc tận dụng mạng Internet (Myspace) làm công cụ tiếp thị cho sản phẩm, và giới thiệu thể loại nhạc đồng quê cho giới trẻ. Sau khi Swift thành công vang dội, các hãng thu âm nhạc đồng quê bắt đầu đổ xô đi ký hợp đồng với những ca sĩ trẻ có khả năng sáng tác nhạc cho riêng bản thân. Nhờ vào hình tượng của Swift là nữ nghệ sĩ cầm đàn guitar và đam mê với nhạc cụ đó trong các buổi biểu diễn của cô, mà doanh số bán đàn guitar cho phụ nữ tăng đột biến, trong khi phụ nữ lại là nhóm nhân khẩu học trước đây bị coi thường. Đây còn được gọi là "Hiệu ứng Taylor Swift".
Theo như nhiều nguồn xuất bản, Swift vĩnh viễn thay đổi bối cảnh hòa nhạc bằng cách mạo hiểm khám phá nhiều thể loại khác nhau, thực hiện những đổi mới nghệ thuật, tung ra một loạt bản ghi âm "nghe độc đáo" thích ứng với những chuyến biến trong xu hướng âm nhạc và văn hóa, cũng như bằng tài năng làm phổ biến bất cứ âm thanh nào trong nền nhạc đại chúng của cô. Nhờ vào lời bài nhạc đầy cảm xúc cá nhân và dễ bị tổn thương, cây bút viết báo âm nhạc Nick Catucci cho rằng Swift tạo tiền đề giúp cho những ca sĩ thế hệ tiếp theo như Billie Eilish, Ariana Grande, and Halsey bắt chước theo phong cách đó. Các học giả nhấn mạnh khả năng cảm thụ văn học và chủ nghĩa nhạc pop lạc quan của Swift trong thế kỷ 21. Swift được ghi nhận là người hô biến hình thức "chu kỳ album hai năm" trở thành tiêu chuẩn chung của ngành công nghiệp âm nhạc. Đồng thời, cô còn giúp phổ biến thuật ngữ và khái niệm "kỷ nguyên" trong bối cảnh truyền thông rộng hơn. Swift là một chủ đề nghiên cứu học thuật và truyền thông sâu rộng. Nhiều cơ sở giáo dục khác nhau cung cấp các khóa học giảng giải về Swift ở lĩnh vực văn học, văn hóa và chính trị xã hội.
Swift có sức ảnh hưởng đến nhiều nghệ sĩ âm nhạc ở nhiều thể loại kể từ khi ra mắt cho đến nay, và album của cô truyền cảm hứng cho cả một thế hệ ca-nhạc sĩ. Các nhà báo tán dương công cuộc cải cách các hoạt động trong ngành của Swift, cách cô làm thay đổi chính sách phát nhạc trực tuyến như thế nào, đồng thời cô tiếp sức nâng cao nhận thức về quyền sở hữu trí tuệ ở các nhạc sĩ mới và định hình lại mô hình bán vé hòa nhạc. Nhiều nguồn khác nhau nhìn nhận âm nhạc của Swift là một mô hình đại diện cho thế hệ Millennials. Vox gọi cô là "Bruce Springsteen của thiên niên kỷ", và The Times gọi cô là "Bob Dylan của thời đại chúng ta". Swift giành được danh hiệu Người phụ nữ của thập kỷ (những năm 2010) từ Billboard, Nghệ sĩ của thập kỷ (thập niên 2010) tại Giải thưởng Âm nhạc Mỹ, và Biểu tượng toàn cầu tại giải Brit nhờ vào sức ảnh hưởng của cô. Các nghệ sĩ huyền thoại như McCartney, Mick Jagger, Madonna, Stevie Nicks và Dolly Parton khen ngợi khả năng âm nhạc của cô. Carole King xem Swift là "cháu gái chuyên nghiệp" của mình và cảm ơn Swift vì "mang ngọn đuốc tiến về phía trước". Springsteen gọi cô là nhà văn "to đến phát kinh", còn Ringo Starr và Billy Joel thì coi Swift là người kế vị của The Beatles. Britney Spears tôn vinh Swift là "người phụ nữ nhạc pop mang tính biểu tượng nhất của thế hệ chúng ta", còn Jon Bon Jovi thì tán dương cô vì "tạo nên ngành công nghiệp" và "không cố trở thành thứ mà con bé không phải".

### Kinh doanh
Các phương tiện truyền thông cho rằng Swift là một nữ doanh nhân thông thái. Cô là một nghệ sĩ ra mắt album theo phong cách truyền thống và vận dụng nhiều hoạt động quảng bá đến mức Rolling Stone phải gọi là "sự thịnh vượng về mặt truyền thông đa phương tiện" không thể tránh khỏi. Chiến thuật tung easter egg (trứng phục sinh) cùng với những đoạn giới thiệu khó hiểu trở thành thông lệ trong dòng nhạc pop ngày nay cũng là nhờ ý tưởng của Swift. Các ấn phẩm so sánh đĩa hát của cô giống như một "vũ trụ" âm nhạc để những người hâm mộ, các nhà phê bình và nhà báo mổ xẻ suy đoán. Nhiều nhà báo cho rằng cũng nhờ Swift duy trì hiện diện tích cực trên mạng xã hội và thân thiết với người hâm mộ mà cô phần nào trở nên nổi tiếng. Đội ngũ quản lý nội bộ của cô được gọi là 13 Management.
Trong giai đoạn tiếp sức album đầu tay, Swift là gương mặt của chiến dịch Mobile Music do hãng Verizon Wireless tổ chức. Trong kỷ nguyên Fearless, cô quảng cáo loại đầm dây cho hãng L.e.i. tại Walmart, thiết kế thiệp American Greetings và búp bê Jakks Pacific. Swift từng là đại sứ cho nhãn hàng Nashville Predators của NHL và máy chụp ảnh kỹ thuật số Sony Cyber-shot. Cô trình diễn trong quảng cáo trò chơi điện tử Band Hero, cùng với Rivers Cuomo, Pete Wentz và Travis Barker làm ban nhạc hỗ trợ cô. Trong kỷ nguyên Speak Now, Swift phát hành một phiên bản đặc biệt của album này thông qua Target. Cô từng trở thành đại sứ của nhãn hàng CoverGirl, ra mắt hai nhãn hiệu nước hoa Elizabeth Arden, Wonderstruck và Wonderstruck Enchanted.
Đến album phòng thu thứ tư Red, Swift thực hiện quảng bá độc quyền thông qua Target, Papa John's Pizza và Walgreens. Cô từng là đại diện cho nhãn hàng Diet Coke và giày thể thao Keds. Swift cho ra mắt dòng nước hoa Elizabeth Arden thứ 3 mang tên Taylor by Taylor Swift, và tiếp tục hợp tác cùng Sony Electronics và American Greetings. Swift cũng từng hợp tác với AirAsia và Qantas trong vai trò hãng hàng không chính thức trong chặng lưu diễn Red Tour tại Úc và châu Á, còn Cornetto thì phụ trách quảng bá cô tại các chặng lưu diễn bên châu Á. Sang album 1989, Swift xuất hiện trong nhiều quảng cáo của Subway, Keds, Target và Diet Coke. Vào năm 2014, Swift phát hành nhãn hiệu nước hoa thứ 4 Incredible Things. Năm 2016, cô làm việc với Apple Music để cho ra mắt ba đoạn quảng cáo.
Swift ký hợp đồng dài hạn với tập đoàn AT&T vào năm 2016. Cô cũng thực hiện một buổi hòa nhạc Super Saturday Night do DirecTV tổ chức trong đêm diễn Super Bowl năm 2017. Trong quá trình quảng bá album Reputation, Swift cho ra mắt những thước phim phía sau hậu trường về quá trình thu âm album qua DirecTV. Năm 2018, Swift cho ra mắt hai đoạn quảng cáo cho AT&T. Trong cùng năm, Swift hợp tác với công ty vận chuyển UPS nhằm quảng bá Reputation. và Fujifilm trong việc quảng cáo dòng máy ảnh Instax phiên bản đặc biệt, có kèm chức năng chụp ảnh tự sướng và đối mặt. Năm 2019, Swift ký hợp đồng hợp tác dài hạn với công ty tài chính Capital One. và cho ra dòng sản phẩm thời trang bền vững với Stella McCartney. Cô trở thành đại sứ toàn cầu cho thành phố New York vào năm 2014 và Record Store Day vào năm 2022.

### Hoạt động xã hội
Swift khẳng định mình là một người ủng hộ nữ quyền. Trong cuộc bầu cử tổng thống Mỹ năm 2008, cô quảng bá cuộc vận động Every Woman Counts, nhằm thu hút phụ nữ làm việc trong quá trình chính trị. Cô là một trong những ngôi sao nhạc đồng quê bắt đầu thông báo công cộng cho cuộc vận hành Vote (For Your) Country. Trong bài phát biểu chấp nhận danh hiệu "Woman of the Decade" (Phụ nữ thập kỉ) của cô ở hội nghị Billboard Women in Music năm 2019, cô thể hiện quan điểm của mình chống lại nạn kỳ thị nữ giới và phân biệt giới tính. Cô là một trong những người ký kết sáng lập cuộc vận động Time's Up chống lại nạn quấy rối tình dục.
Bên cạnh đó, Swift là nhân vật công chúng công khai ủng hộ quyền LGBT, và cô kêu gọi thông qua Đạo luật Bình đẳng, cấm phân biệt đối xử dựa trên giới tính, xu hướng tính dục và bản dạng giới. Sau vụ xả súng tại hộp đêm ở Orlando năm 2016, Swift viết một bức thư nhằm tưởng nhớ các nạn nhân. Cô gửi thư tới thượng nghị sĩ Lamar Alexander và một lời thỉnh cầu trên trang Change.org về quyền LGBT, nhận về hàng trăm nghìn lượt ký cùng với lời phản hồi từ Nhà Trắng và nhiều nhà lập pháp của Đảng dân chủ. Swift gọi quản lý chủ quyền của tổng thống Donald Trump để thông hành đạo luật bình đẳng ở giải thưởng Video Âm nhạc của MTV năm 2019. Trong khi đang diễn ra sự kiện Pride Live của ngày Stonewall năm 2020, cô chỉ trích thống kế dân số Hoa Kỳ năm 2020 vì loại bỏ người chuyển giới và những người phi nhị nguyên giới. Cô biểu diễn nhân dịp WorldPride NYC 2019 tại tượng đài người đồng tính Stonewall Inn, và quyên góp cho các tổ chức LGBT Dự án Bình đẳng Tennessee và GLAAD.
Swift tránh lên tiếng về chuyện chính trị lúc mới bắt đầu sự nghiệp, nhưng cô trở nên bắt đầu hoạt động chính trị hơn từ cuộc bầu cử lãnh đạo Hoa Kỳ năm 2018. Swift là người ủng hộ cuộc vận động March for Our Lives và kiểm soát quyền tự do súng đạn ở Hoa Kỳ, và cô là người lên tiếng chê trách chủ nghĩa da trắng thượng đẳng, phân biệt chủng tộc và sự tàn bạo của cảnh sát.  Cô tán thành cho các ứng cử viên cho chức vụ công lần đầu tiên trước cuộc bầu cử giữa kỳ năm 2018, tuyên bố ủng hộ hai ứng cử viên Đảng dân chủ đại diện cho Tennessee tại Hạ viện và Thượng viện. Trong chứng thực của cô, Swift trải lòng mong muốn của cô về quyền lợi LGBT nhiều hơn và bình đẳng giới tính và sắc tộc, lên án phân biệt chủng tộc, và khuyến khích người hâm mộ đi bầu cử vì lợi ích của họ.
Để tiếp sức cho cuộc biểu tình George Floyd, cô quyên góp cho Quỹ Giáo dục và Bảo vệ Pháp lý NAACP và cuộc vận động Black Lives Matter, kêu gọi dỡ bỏ các tượng đài của Liên minh miền Nam ở Tennessee, và chủ trương biến ngày 19 tháng 6 trở thành ngày lễ quốc gia. Năm 2020, Swift kêu gọi người hâm mộ kiểm tra việc đăng ký cử tri của họ trước cuộc bầu cử, dẫn đến hơn 65.000 người đăng ký bỏ phiếu trung bình một ngày và đồng loạt tán thành Joe Biden và Kamala Harris trong Bầu cử tổng thống Hoa Kỳ vào năm 2020 sau bài đăng của cô. Cô công khai phê phán cựu tổng thống Donald Trump, và cô cho phép bài hát "Only the Young" được sử dụng làm nhạc quảng bá tranh cử cho đảng Dân chủ để tăng lượt bình chọn. Năm 2022, Swift chỉ trích quyết định chấm dứt quyền phá thai liên bang của Tòa án Tối cao Hoa Kỳ.

## Tài sản và từ thiện
Tháng 10 năm 2023, Swift trở thành nhạc sĩ tỷ phú đầu tiên có nguồn thu nhập chính đến từ biểu diễn âm nhạc. Tính đến tháng 10 năm 2024, Forbes ước tính khối tài sản ròng của Swift đạt 1,6 tỷ đô la Mỹ. Tạp chí vinh danh cô là nữ ca sĩ kiếm tiền nhiều nhất bốn lần qua các năm 2016, 2019, 2021 và 2022. Swift là người của công chúng được trả thù lao cao nhất năm 2016 với 170 triệu đô la Mỹ, và ghi vào Sách Kỷ lục Guinness nhờ vào số tiền thu nhập hàng năm cao nhất từ trước đến nay của một nữ nhạc sĩ. Tiếp đến, cô tự phá kỷ lục của bản thân với thù lao 185 triệu đô la Mỹ vào năm 2019. Khi xét trên tổng thể, Forbes xếp Swift là nữ nghệ sĩ có thu nhập cao nhất thập niên 2010, kiếm được 825 triệu đô la Mỹ. Swift còn là người sở hữu danh mục đầu tư bất động sản trị giá 150 triệu đô la Mỹ tính đến năm 2023, gồm có bất động sản ở Nashville, Tribeca, Manhattan, Los Angeles (Samuel Goldwyn Estate) và Đảo Rhode (High Watch).
Swift là một trong những nghệ sĩ âm nhạc tích cực đi trao từ thiện. DoSomething xếp cô đứng đầu danh sách "Gone Good" năm 2015, cũng như cô được trao tặng Ngôi sao Nhân ái từ Dịch vụ Thiên tai Tennessee và Giải thưởng Trợ giúp Lớn từ Nickelodeon Kids' Choice Awards vì những "cống hiến giúp đỡ người khác" và "tạo cảm hứng cho mọi người thông qua hành động". Năm 2008, Swift ủng hộ 100.000 đô la Mỹ cho Hội chữ Thập Đỏ để giúp đỡ các nạn nhân trong trận lụt ở bang Iowa. Vào năm 2009, cô biểu diễn tại chương trình Children in Need của BBC để gây quỹ 13.000 euro. Cô còn trình diễn ở nhiều chương trình gây quỹ từ thiện như buổi hòa nhạc Sound Relife tổ chức tại Sydney. Swift từng thu âm một bài hát cho album Hope for Haiti Now. Nhằm tiếp sức tinh thần sau trận lũ lụt ở Tennessee vào tháng 5 năm 2010, nữ ca sĩ quyên góp 500.000 đô la Mỹ trong cuộc thi telethon được WSMV tổ chức.
Năm 2011, Swift tận dụng ngày thử trang phục trong Speak Now World Tour để làm buổi hòa nhạc gây quỹ cho các nạn nhân của cơn lốc xoáy ở Mỹ, sung quỹ được hơn 750.000 đô la Mỹ. Năm 2012, cô hỗ trợ chương trình từ thiện Restore the Shore MTV do tổ chức Architecture for Humanity khởi xướng nhằm khắc phục những hậu quả do cơn bão Sandy gây ra. Năm 2016, nữ ca sĩ ủng hộ 1 triệu đô la Mỹ cho các nạn nhân bị ảnh hưởng bởi trận lụt ở bang Louisiana và đóng góp 100.000 đô la Mỹ vào Quỹ cứu hỏa Dolly Parton. Swift góp kho lương thực sau cơn bão Harvey đổ bộ Houston vào năm 2017. Tại mọi điểm dừng của The Eras Tour vào năm 2023, cô trực tiếp tuyển dụng các doanh nghiệp địa phương trong suốt chuyến lưu diễn và trao tiền thưởng 197 triệu đô la Mỹ cho toàn bộ đoàn của mình. Swift tặng 1 triệu đô la cho đợt cứu trợ cơn lốc xoáy ở Tennessee năm 2020 và đợt tiếp theo vào năm 2023. Tháng 2 năm 2024, cô quyên góp 100.000 đô la Mỹ cho gia đình của cô gái thiệt mạng trong vụ xả súng tại cuộc diễu hành ăn mừng chiến thắng Super Bowl của đội Kansas City Chiefs.
Swift còn là một người ủng hộ nghệ thuật. Cô là nhà hảo tâm của Đại sảnh Danh vọng Nhạc sĩ sáng tác bài hát Nashville sẵn sàng trao 75.000 đô la Mỹ cho Trường Trung học Hendersonville ở Nashville để giúp tân trang lại khán phòng của trường, 4 triệu đô la Mỹ để tài trợ xây dựng một trung tâm giáo dục mới tại Bảo tàng và Đại sảnh Danh vọng Âm nhạc Đồng quê ở Nashville, hợp tác với công ty cho thuê sách giáo khoa Chegg nhằm ủng hộ 60.000 đô la Mỹ cho khoa âm nhạc của sáu trường đại học Hoa Kỳ, và 100.000 đô la Mỹ cho Nashville Symphony. Swift là một người tiếp sức nền giáo dục cho trẻ em. Cô cung cấp tiền và sách cho nhiều trường học trên khắp đất nước để cải thiện giáo dục. Năm 2007, Swift hợp tác với Hiệp hội Cảnh sát trưởng Tennessee để phát động chiến dịch bảo vệ trẻ em khỏi tệ nạn trực tuyến. Cô từng thu âm một thông báo cộng đồng của Sound Matters để giúp các thính giả nhận biết được tầm quan trọng của việc lắng nghe "có ý thức" nhằm hạn chế nguy cơ suy giảm thính giác.
Swift từng trao các đồ dùng vật phẩm cho một số tổ chức từ thiện để bán đấu giá, gồm Quỹ Elton John AIDS, Dự án nước sạch cho trẻ em của UNICEF và MusiCares. Swift sử dụng danh nghĩa là Nghệ sĩ giải trí của năm của Học viện Âm nhạc Đồng quê năm 2011 nhằm ủng hộ 25.000 đô la Mỹ cho Bệnh viện nghiên cứu trẻ em St. Jude ở Tennessee. Năm 2012, Swift tham gia vào Stand Up to Cancer và biểu diễn đĩa đơn từ thiện "Ronan". Đây là bài hát cô viết nhằm tưởng nhớ cậu bé bốn tuổi qua đời vì chứng U nguyên bào thần kinh, được phát hành dưới dạng kĩ thuật số và toàn bộ số tiền thu về được gửi đến các tổ chức từ thiện chống ung thư. Cô cũng quyên góp 100.000 đô la Mỹ cho Quỹ nghiên cứu ung thư V và 50.000 đô la Mỹ cho Bệnh viện Nhi đồng Philadelphia. Swift khuyến khích những người trẻ tuổi tham gia tình nguyện tại cộng đồng địa phương của họ nhằm hưởng ứng Ngày Dịch vụ Thanh niên Toàn cầu.
Swift gửi tiền ủng hộ cho ca-nhạc sĩ đồng nghiệp Kesha nhằm tiếp sức cô chiến đấu luật pháp với Dr. Luke, cũng như trao gửi đến tổ chức Quỹ Trái tim Vui vẻ của nữ diễn viên Mariska Hargitay. Trong đại dịch COVID-19, Swift đóng góp cho Tổ chức Y tế Thế giới, Feeding America, và hỗ trợ độc quyền các cửa hàng băng đĩa độc lập. Swift trình diễn "Soon You'll Get Better" ở chương trình truyền hình đặc biệt One World: Together At Home. Đây là một buổi hòa nhạc đem lại lợi ích chung do Lady Gaga phụ trách dành cho Công dân Toàn cầu nhằm gây quỹ cho Quỹ đoàn kết ứng phó với đại dịch COVID-19 của Tổ chức Y tế Thế giới. Trong năm 2018 và 2021, Swift quyên góp cho Mạng lưới quốc gia về hiếp dâm, lạm dụng & loạn luân để vinh danh Tháng phòng chống và nhận thức về tấn công tình dục. Ngoài các hoạt động từ thiện, cô còn nhiều lần gửi tiền cho người hâm mộ để trang trải chi phí y tế hoặc học tập cho họ.

## Danh sách đĩa nhạc
| Album phòng thu - Taylor Swift (2006) - Fearless (2008) - Speak Now (2010) - Red (2012) - 1989 (2014) - Reputation (2017) - Lover (2019) - Folklore (2020) - Evermore (2020) - Midnights (2022) - The Tortured Poets Department (2024) - The Life of a Showgirl (2025) | Album phòng thu tái thu âm - Fearless (Taylor's Version) (2021) - Red (Taylor's Version) (2021) - Speak Now (Taylor's Version) (2023) - 1989 (Taylor's Version) (2023) |

## Danh sách phim
| Phim điện ảnh - Ẩn số tình yêu (2010) - Thần Lorax (2012) - Người truyền ký ức (2014) - Cats: Những chú mèo (2019) - All Too Well: The Short Film (2021) - Amsterdam – Vụ án mạng kỳ bí (2022) | Phim tài liệu và phim hòa nhạc - Journey to Fearless (2010) - Speak Now World Tour – Live (2011) - The 1989 World Tour Live (2015) - Taylor Swift: Reputation Stadium Tour (2018) - Miss Americana (2020) - Taylor Swift: City of Lover (2020) - Folklore: The Long Pond Studio Sessions (2020) - Những kỷ nguyên của Taylor Swift (2023) |

## Lưu diễn
- Fearless Tour (2009–2010)
- Speak Now World Tour (2011–2012)
- The Red Tour (2013–2014)
- The 1989 World Tour (2015)
- Reputation Stadium Tour (2018)
- The Eras Tour (2023–2024)